# Kłodzko
Kłodzko (tuż po wojnie Kładzko, łac. Glacium, Glacensis urbs, Glocium, niem. Glatz, dial. Glooz, cz. Kladsko) – miasto w województwie dolnośląskim, siedziba powiatu kłodzkiego i gminy wiejskiej Kłodzko.
Według danych GUS z 1 stycznia 2023 r. miasto miało 25 113 mieszkańców (173. miejsce w kraju). Gęstość zaludnienia wynosiła 1011 osób/km² (21. miejsce w województwie).

## Środowisko naturalne

### Geografia
Główne miasto ziemi kłodzkiej. Leży w północno-wschodniej części Kotliny Kłodzkiej, u południowo-zachodnich podnóży Gór Bardzkich na wysokości 280–431 m n.p.m. Najniższy punkt położony jest w pobliżu ujścia Ścinawki do Nysy Kłodzkiej, na północy Ustronia, a najwyższym jest wzgórze Szyndzielnia w północno-wschodniej części miasta.
Granice administracyjne miasta wyznaczają:
- na północy ujście Ścinawki do Nysy Kłodzkiej,
- na wschodzie schodzą w dolinę Jodłownika na granicy Mariańskiej Doliny i Wojciechowic, a następnie przez grzbiet odchodzący od Kłodzkiej Góry w Górach Bardzkich, a ciągnący się po Owczą Górę, schodzą przez kulminację do doliny Jaszkówki, na granicy z Jaszkową Dolną,
- na południu biegną wzdłuż skraju wyraźnej terasy Doliny Nysy Kłodzkiej, aż do ujścia Białej Lądeckiej. Stąd na południowym zachodzie zboczem Czerwoniaka przechodzi w dolinę Bystrzycy Dusznickiej na granicy Starego Wielisławia i Książka. Potem w górę Bystrzycy Dusznickiej do Zagórza,
- na zachodzie ciągną się przez rozległy płaskowyż obok Mikowic do Leszczyn.

### Warunki naturalne
Rozciągłość zabudowań miejskich w kierunku południkowym wynosi ok. 7,6 km, a w kierunku równoleżnikowym ok. 6,4 km. Oś całego zespołu miejskiego wyznacza Nysa Kłodzka wraz z dopływami. W samym mieście od Nysy oddziela się Młynówka, obejmująca dużą wyspę, na której leży dawne Przedmieście Piasek oraz nowe osiedle.
Kłodzko leży na klimatycznej strefie przejściowej, z niewielką przewagą klimatu kontynentalnego. Średnia temperatura roku wynosi 7,4 °C, z kolei roczna amplituda sięga 19,3 °C. Opady atmosferyczne zamykają się w granicach 599 mm.
Kłodzko rozwinęło się nad Nysą Kłodzką. W obrębie miasta uchodzą do niej tylko małe cieki o charakterze potoków: Jodłownik i Jaszkówka. Powyżej niego do Nysy Kłodzkiej wpływa Bystrzyca Dusznicka, przed samym Kłodzkiem Nysa zasilana jest jeszcze przez Białą Lądecką, a poza miastem na północy przez Ścinawkę.
Specyfika położenia Kłodzka oraz zbieg kilku ważniejszych cieków przyczynia się czasem do znacznych szkód wskutek spiętrzenia wód Nysy Kłodzkiej. Do największych powodzi należały te w latach: 1310, 1938, 1997 oraz 2024. Nysa zasila Młynówkę, zasilającą kiedyś dwa młyny i wydzielającą Wyspę Piasek.

## Przyroda

### Flora
Roślinność naturalna Kłodzka należy do Działu Sudeckiej Krainy Podgórza Okręgu Środkowosudeckiego.
Przy intensywnym zagospodarowaniu rolniczym już w średniowieczu Kotlina Kłodzka została pozbawiona w większości zadrzewienia, które zostało zastąpione przez pola uprawne. Świadectwem po tych dawnych zespołach leśnych są nieliczne okazałe drzewa o charakterze pomnikowym, jak np. 400-letni cis na Jurandowie o 14 m wysokości i obwodzie 1,5 m oraz 300-letni klon o wysokości 16 m i obwodzie 4,38 m.
W niektórych rzadkich dolinkach zachowały się fragmenty łęgu jesionowego Caricii remotae-Fraxinetum z licznymi skrzypami olbrzymimi, śledziennicą naprzeciwlistną, przetacznikiem górskim i bodziszkiem żałobnym.
Na łąkach użytkowanych w sposób mniej intensywny spotkać można wiele roślin, takich jak: rdest wężownik, pełnik europejski zwany różą kłodzką oraz jaskier.
W samym mieście jedyne większe zespoły drzewiaste zachowały się na terenach Fortecznej Góry i Owczej Góry, głównie od północy i zachodu. Są to drzewostany dębowo-lipowe z bukiem i grabem o charakterze parkowym, podobnie jak nad Młynówką, nad którą malowniczy akcent tworzą wierzby płaczące. Poza centrum występują głównie przy ulicach klony i lipy.

### Klimat (1979–2013)
| Miesiąc                                 | Sty   | Lut   | Mar   | Kwi  | Maj  | Cze  | Lip  | Sie  | Wrz  | Paź  | Lis   | Gru   | Roczna |
| --------------------------------------- | ----- | ----- | ----- | ---- | ---- | ---- | ---- | ---- | ---- | ---- | ----- | ----- | ------ |
| Rekordy maksymalnej temperatury [°C]    | 13.1  | 16.3  | 20.1  | 28.0 | 31.0 | 33.0 | 35.9 | 34.9 | 28.6 | 25.3 | 17.6  | 12.5  | 35,9   |
| Średnie temperatury w dzień [°C]        | 0,6   | 1,9   | 6,5   | 12,6 | 18,0 | 20,7 | 22,8 | 22,9 | 17,8 | 12,4 | 5,8   | 1,8   | 12,0   |
| Średnie dobowe temperatury [°C]         | −2.2  | −1.4  | 2,3   | 7,1  | 12,3 | 15,1 | 16,9 | 16,6 | 12,4 | 7,9  | 2,8   | −0.7  | 7,4    |
| Średnie temperatury w nocy [°C]         | −5.1  | −4.7  | −1.1  | 2,2  | 6,6  | 9,8  | 11,5 | 11,0 | 7,9  | 4,2  | 0,2   | −3.3  | 3,3    |
| Rekordy minimalnej temperatury [°C]     | −27.1 | −25.4 | −18.3 | −8.0 | −3.3 | 1.3  | 4.1  | 3.5  | −0.6 | −6.5 | −16.2 | −25.0 | −27,1  |
| Opady [mm]                              | 30    | 27    | 36    | 38   | 62   | 85   | 93   | 75   | 57   | 35   | 34    | 35    | 607    |
| Średnia liczba dni z opadami            | 9     | 7     | 9     | 8    | 10   | 11   | 11   | 10   | 9    | 6    | 8     | 9     | 107    |
| Źródło: Na podstawie 35-lecia 1979–2013 |       |       |       |      |      |      |      |      |      |      |       |       |        |

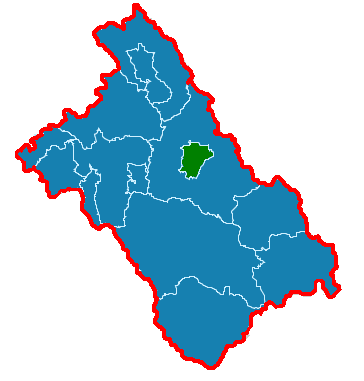
Kłodzko w powiecie
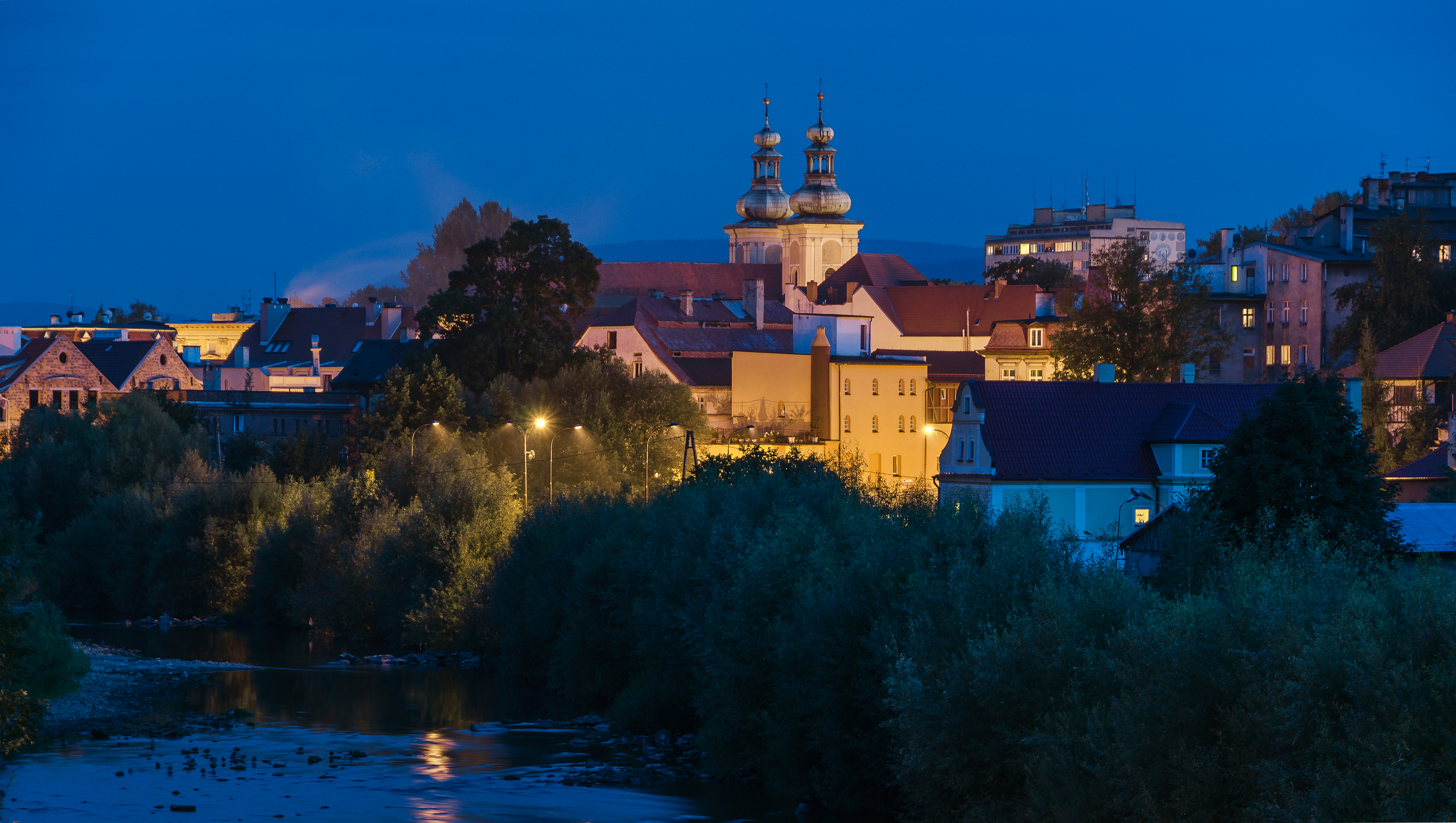
Kłodzko nocą
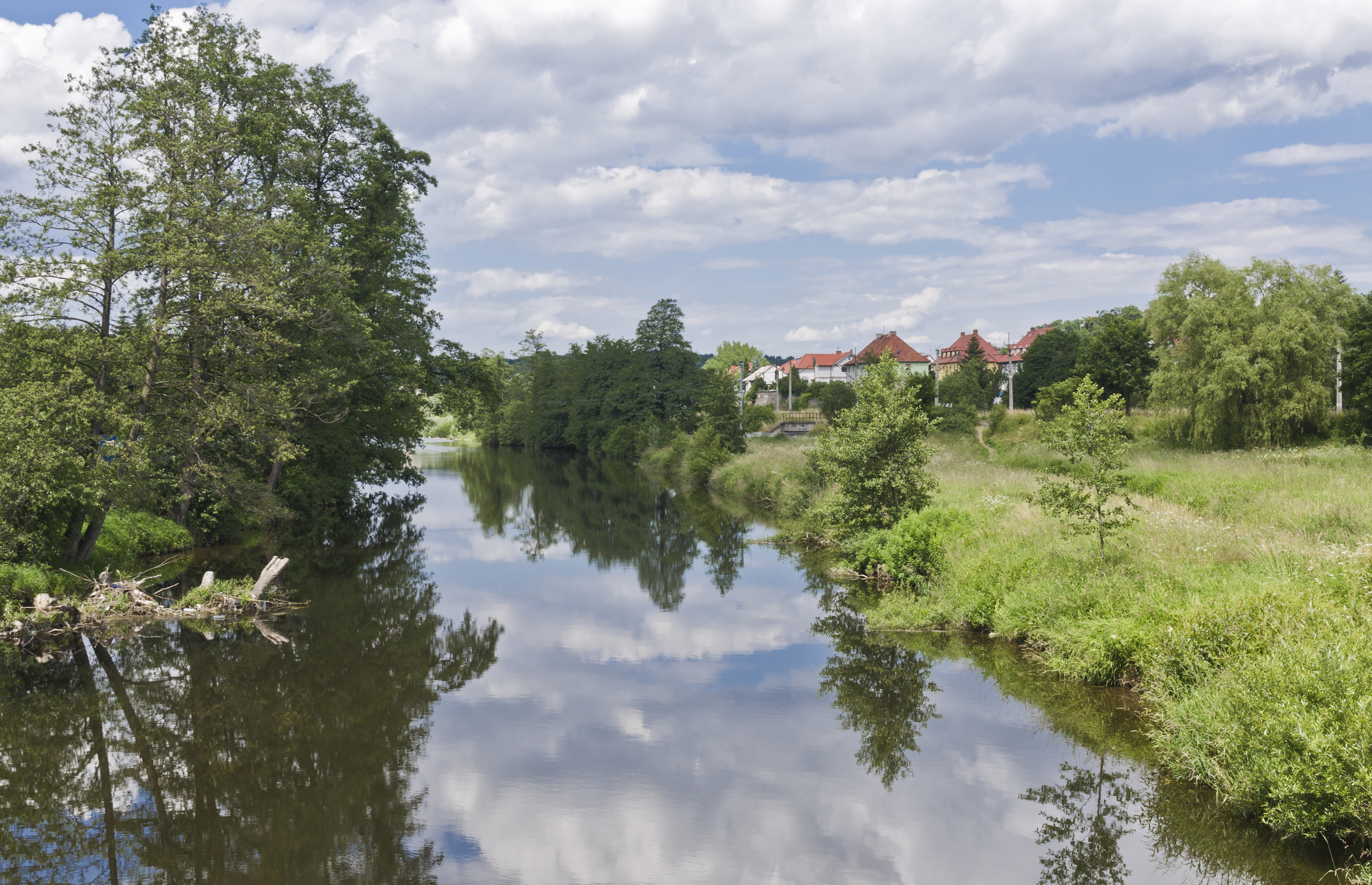
Nysa Kłodzka w Kłodzku
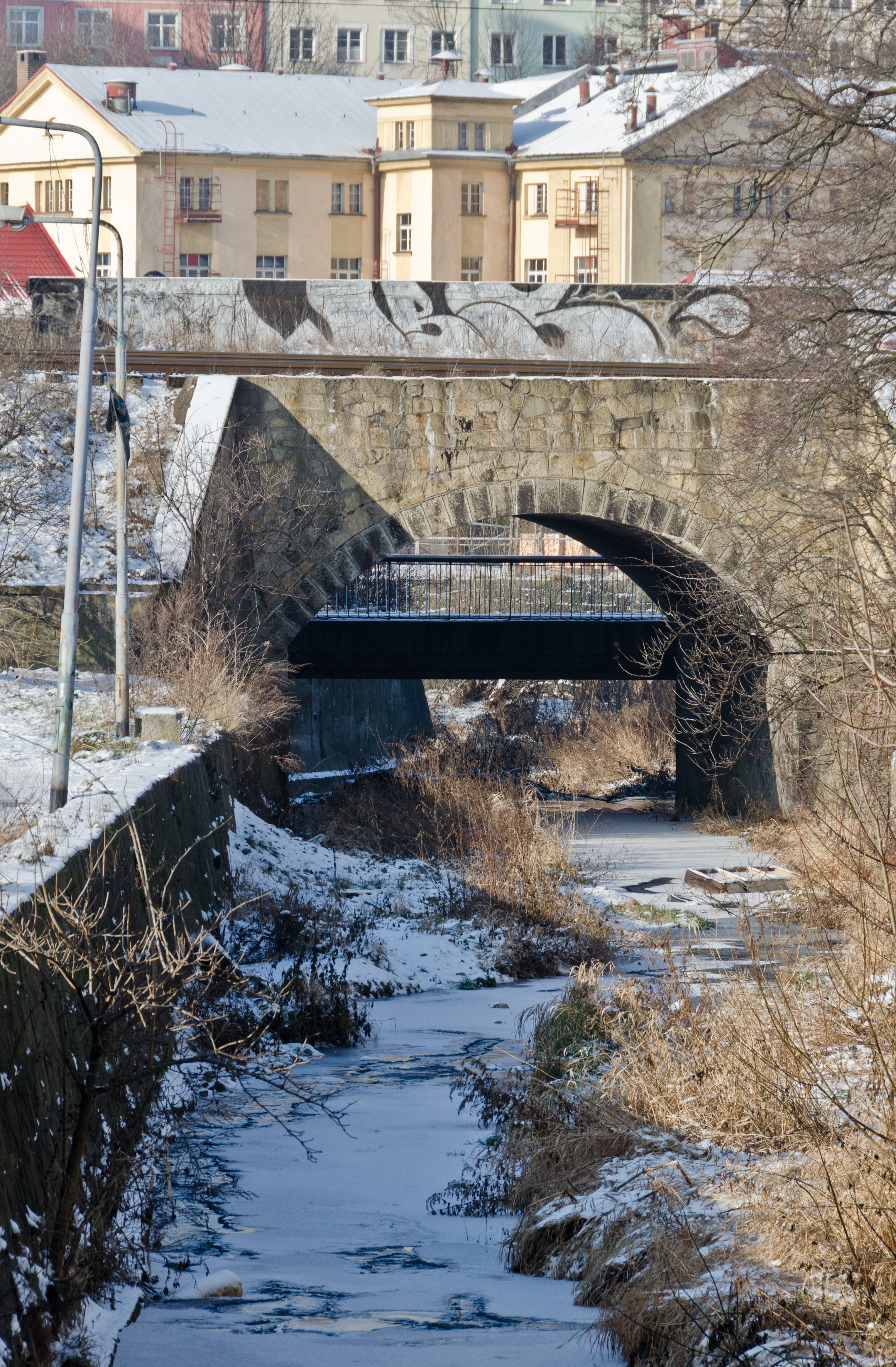
Potok Jodłownik
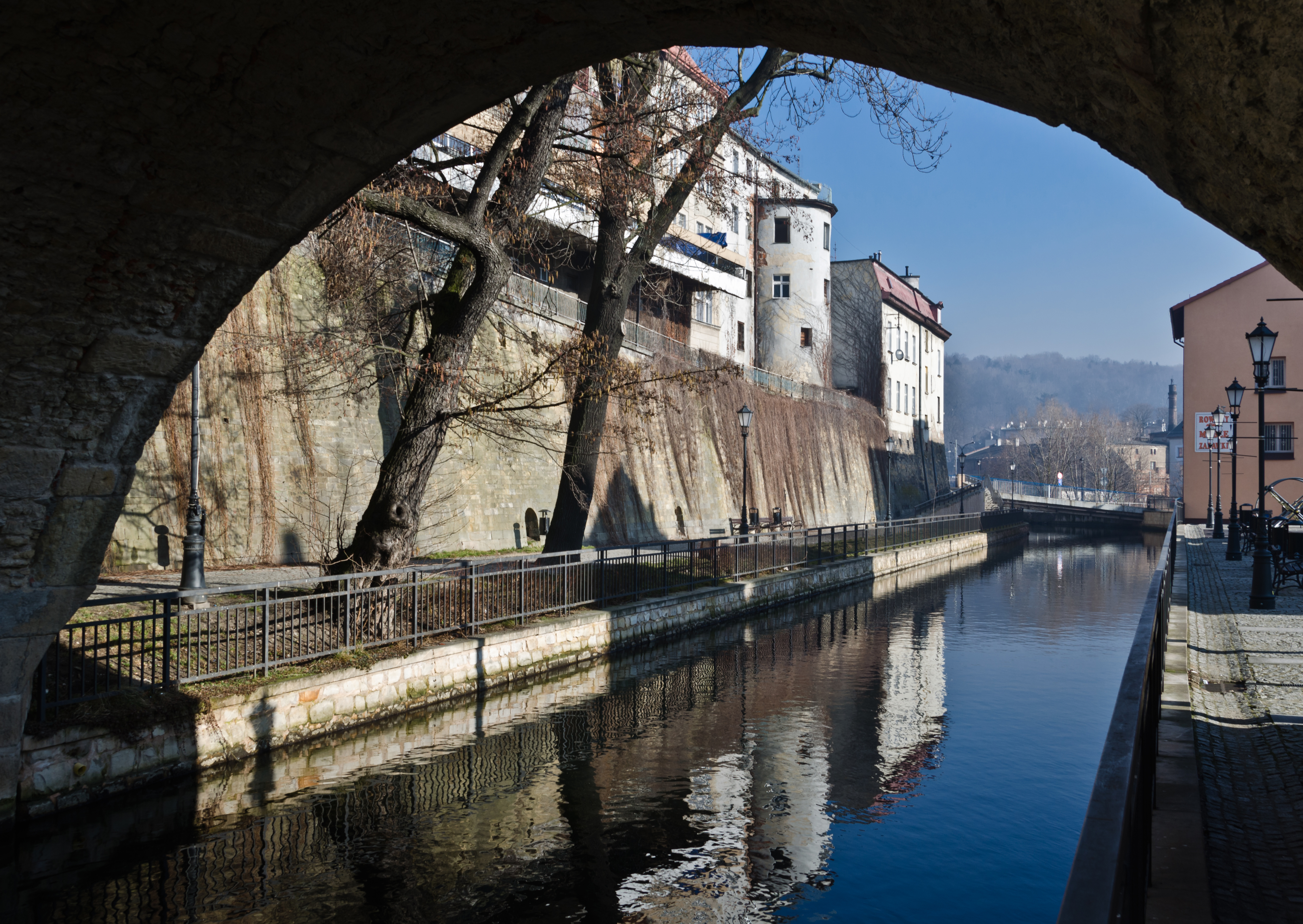
Młynówka
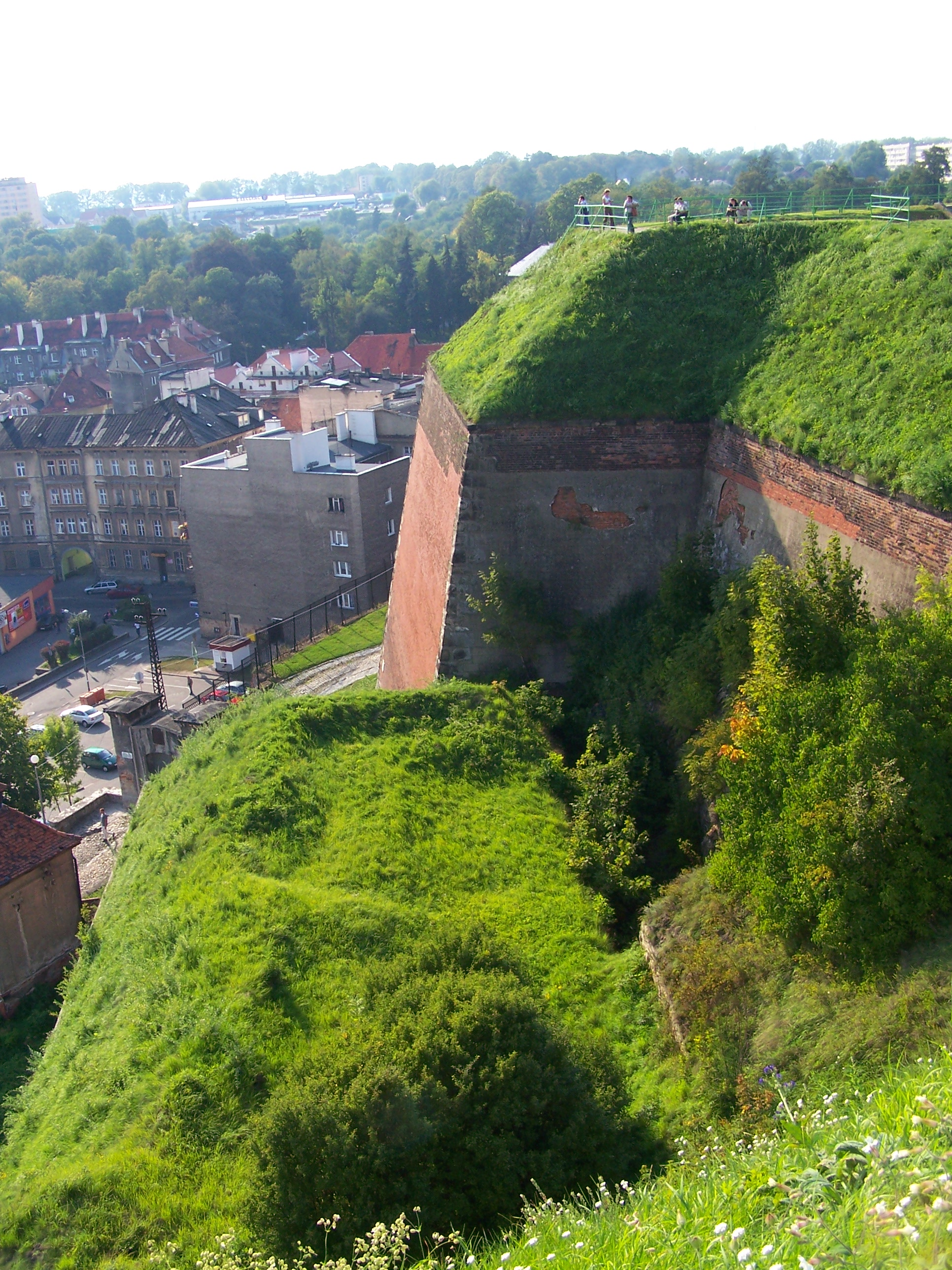
Fragment Twierdzy
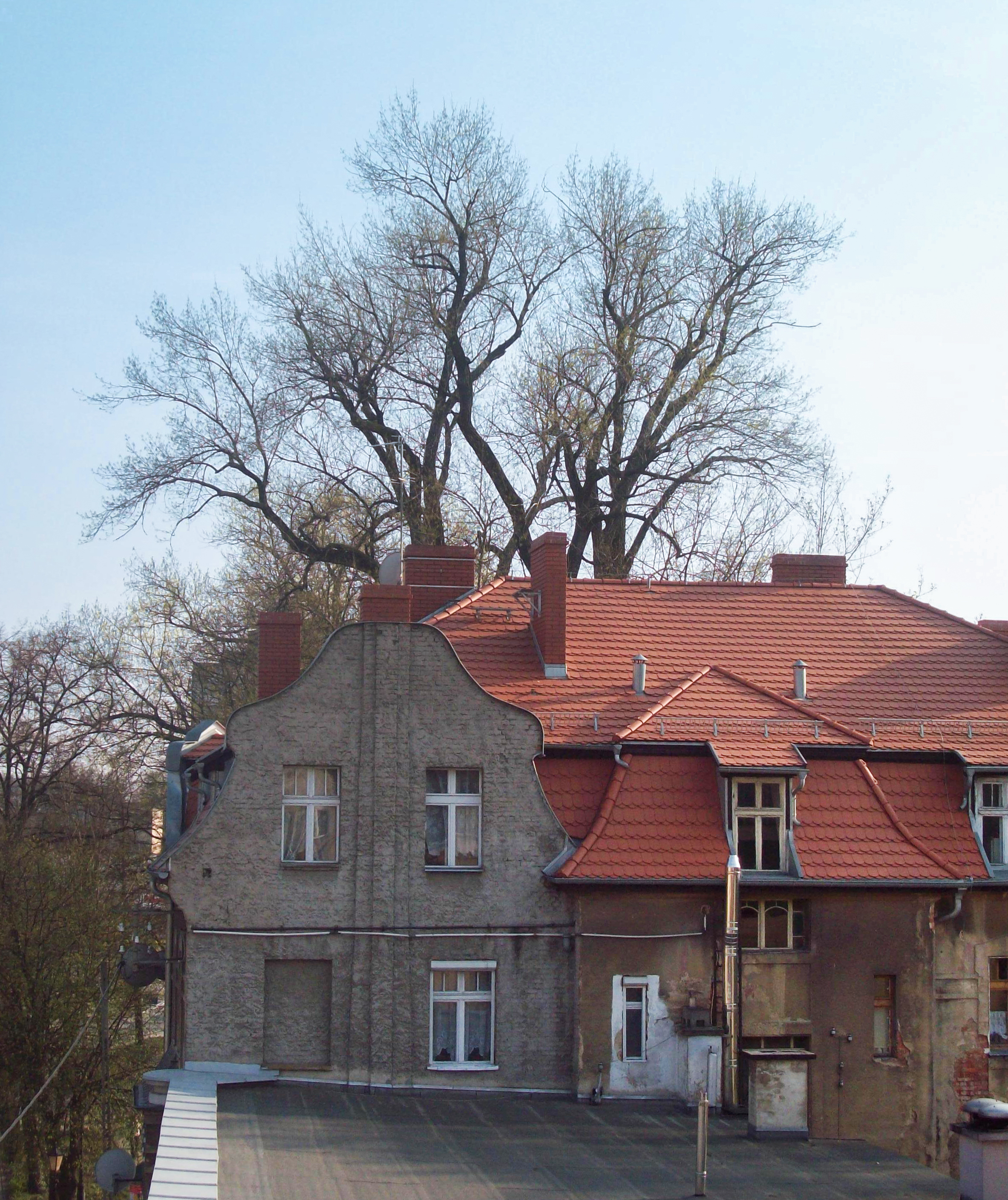
Topola czarna

### Pomniki przyrody
W mieście Kłodzku rośnie 5 drzew, uznanych za pomniki przyrody. Są to:
- jesion wyniosły – w parku miejskim przy ul. Armii Krajowej, obwód 424 cm,
- topola czarna – w parku miejskim przy ul. Daszyńskiego, obwód 505 cm,
- topola biała – w parku miejskim ul. Daszyńskiego przy murze klasztoru franciszkanów, obwód 340 cm,
- cis pospolity – na prywatnej posesji przy ul. Rajskiej, obwód 220 cm,
- tulipanowiec amerykański – w parku miejskim przy ul. Daszyńskiego, obwód 200 cm.

### Fauna
W samym mieście występują wróble domowe i gołębie domowe.

## Toponimia
Nazwa miejscowości gramatycznie utworzona została poprzez dodanie do słowa kłoda przyrostka -sk, który jest formantem produktywnym dla nazw topograficznych i dzierżawczych, stanowiąc charakterystyczną cechę słowiańskich oraz polskich geograficznych nazw miejscowych i przestrzennych.
Kłodzko po raz pierwszy pojawia się na kartach historii w 981 r. po łacinie jako castellum Kladsko. Nazwa ta wywodzi się od surowca drzewnego do budowy obiektów architektonicznych drewnianych kłód (czes. kláda), której źródłosłowem jest słowo kłaść. Słowo kłoda literalnie oznacza położony pień ściętego drzewa. Z surowca tego budowano mosty, domy oraz umocnienia obronne grodu na Górze Fortecznej. Od nazwy kłód przerzucanych przez rzekę powstało używane w obecnej polszczyźnie słowo kładka oznaczające prowizoryczny bądź niewielki mostek.
W 1613 r. śląski regionalista i historyk Mikołaj Henel z Prudnika wymienił miejscowość w swoim dziele o geografii Śląska pt. Silesiographia podając jej łacińską nazwę: Glocium. Heinrich Adamy w dziele o nazwach miejscowych na Śląsku wydanym w 1888 roku we Wrocławiu jako starszą od niemieckiej wymienia nazwę – Kladsko, podając jej znaczenie Holzburg aus Baumstämmen, czyli „Drewniany gród (zamek) zbudowany z pni”.
W późnym średniowieczu, w wyniku kolonizacji niemieckiej, nazwa miasta została zgermanizowana na Glatz (1291). W późniejszych wiekach niemieccy badacze tworzyli na jej podstawie pozbawione lingwistycznego uzasadnienia teorie o możliwości założenia miasta przez Rzymian. Dowodem miały być znalezione monety rzymskie czy rzekome pochodzenie nazwy Glatz od łacińskiego wyrazu glacies (lód). Jeszcze w XIX w. próbowano dowodzić, że twórcą miasta był Henryk I Ptasznik lub nawet Karol Wielki.
Polską nazwę Kładzko oraz Klacko i niemiecką Glatz w książce Krótki rys jeografii Szląska dla nauki początkowej wydanej w Głogówku w 1847 wymienił śląski pisarz Józef Lompa.
Na mapach z XIX i XX wieku polską nazwą miasta było najczęściej Kładzko. Po włączeniu miasta do Polski najpierw przyjęto nazwę Kładzko, a ostatecznie spolonizowaną formę Kłodzko.

## Symbole miasta

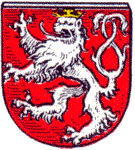
Herb Kłodzka nadany przez Przemysła Ottokara II w 2 poł. XIII w.

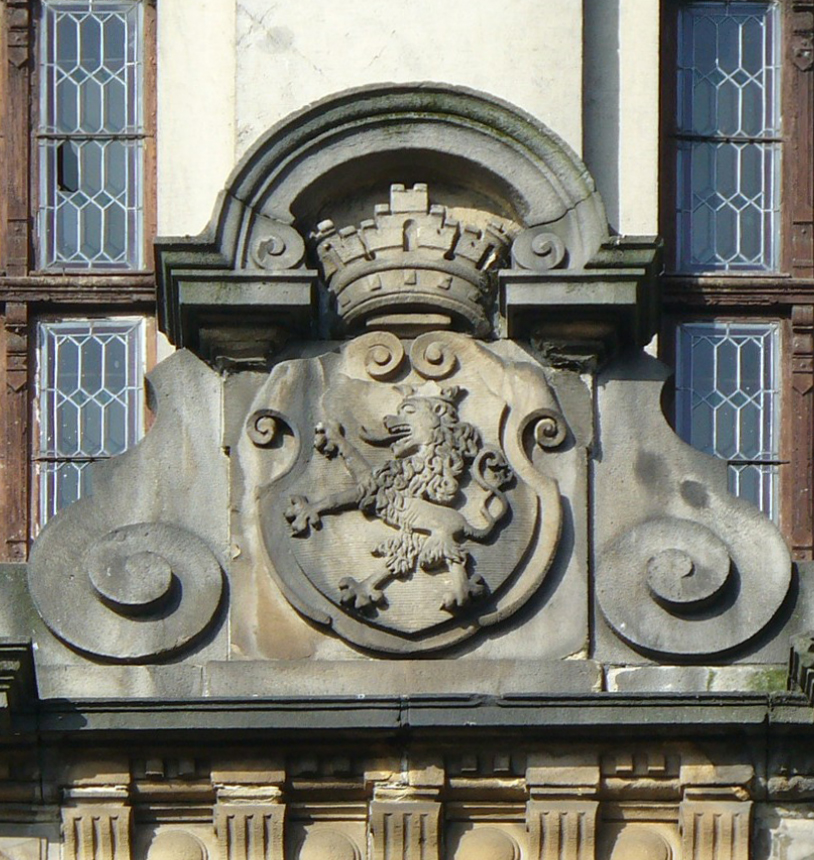
Kamienna rzeźba lwa na ratuszu

### Herb Kłodzka
Herbem Kłodzka jest biały lew na czerwonym polu, ze złotą koroną i rozdwojonym ogonem. Tradycja przypisuje nadanie herbu miastu królowi Przemysłowi Ottokarowi II w połowie XIII w. Jest najstarszym symbolem miasta, który pojawia się już w średniowieczu.

### Flaga Kłodzka
Flaga miejska w postaci dwóch poziomych pasów: żółtego i czerwonego. Barwy te wywodzą się z herbu hrabstwa kłodzkiego. Flaga została ustanowiona uchwałą rady miejskiej w 1990 r. Wywieszana jest z okazji lokalnych uroczystości, spotkań miast partnerskich.

### Hejnał Kłodzka
Jest to melodia odtwarzana z wieży ratuszowej codziennie w samo południe. Pierwszy kłodzki hejnał skomponował Tadeusz Kaszczuk, a po raz pierwszy został odegrany 10 maja 1962 r. Autorem kolejnej melodii był Stanisław Dąbrowski. Obecny hejnał powstał w 2000 r. i został skomponowany na zamówienie Urzędu Miasta w Kłodzku przez wrocławskiego muzyka Bogusława Klimsę.

## Historia
Na dzieje i znaczenie miasta wpłynęło jego położenie w północno-wschodniej części Kotliny Kłodzkiej na pograniczu polsko-czeskim.
W okolicy Kłodzka istniało skupisko starego osadnictwa wczesnośredniowiecznego, a nawet wcześniejszego. Przez miasto przechodziła jedna z odnóg tzw. szlaku bursztynowego. Pod koniec X wieku gród należał do suwerennego państwa libickiego, którego władcą był Sławnik, ojciec św. Wojciecha . Data śmierci Sławnika – 981 zanotowana przez czeskiego kronikarza Kosmasa jest pierwszą wzmianką historyczną o Kłodzku.
Przez cały XI w. ziemia kłodzka była terenem uporczywych walk między Piastami a Przemyślidami. W 1003 r. Kłodzko zostało na krótko opanowane przez Bolesława Chrobrego. W 1114 r. gród został zdobyty przez księcia Sobiesława I, który w 1137 r. zawarł z Bolesławem Krzywoustym pokój zielonoświątkowy, potwierdzający przynależność ziemi kłodzkiej do Czech.
W 2 połowie XII w. położone u stóp kasztelańskiego zamku podgrodzie zaczęło przekształcać się w osadę o charakterze rzemieślniczo-targowym, zamieszkiwaną przez ludność słowiańską. Rejon na północ od rynku kolonizowany był przez Niemców. Kolonizacja niemiecka wzmogła się po przybyciu w 1169 r. do Kłodzka joannitów.
Rozwinięta z podgrodzia osada targowa przekształciła się w miasto, zanim nastąpiła oficjalna lokacja. Niestety nie zachował się dokument lokacyjny, ale niektórzy historycy uważają, że mogło to nastąpić już w 1223 r. Natomiast herb przedstawiający lwa z rozdwającym się ogonem został nadany miastu dopiero za panowania Przemysła Ottokara (1253–1278). Pierwsza wzmianka o wójcie kłodzkim pochodzi z 29 marca 1275 r. W miejsce kasztelanów władzę w mieście objęli wójtowie. W zamku wybudowanym po 1129 r. na Górze Zamkowej rezydowali starostowie – namiestnicy królewscy, zarządzający całą ziemią kłodzką.

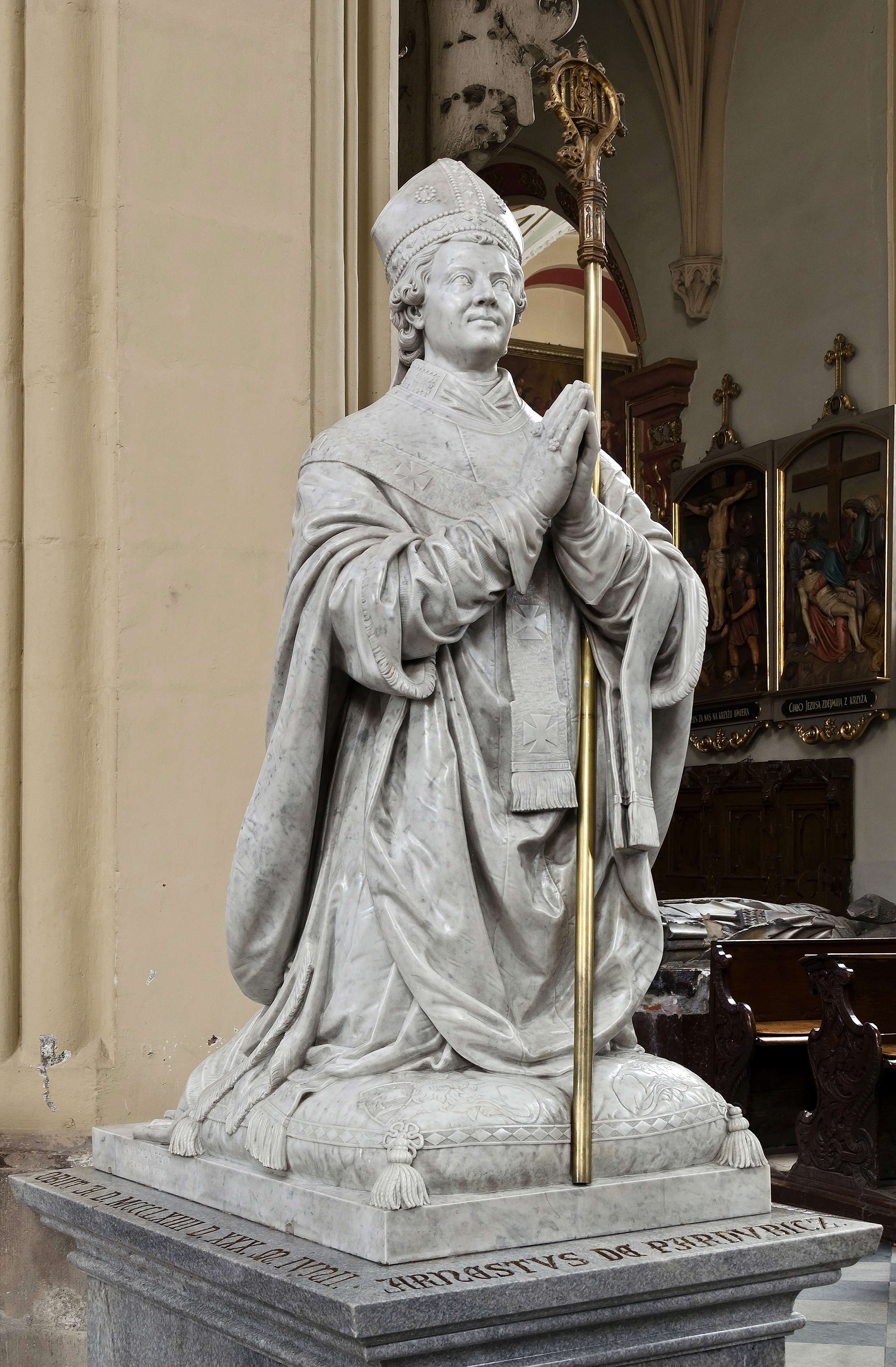
Arnoszt z Pardubic, mecenas Kłodzka, pomnik w Kolegiacie Wniebowzięcia NMP w Kłodzku

Na zasadzie dożywotniego lenna ziemią kłodzką władali Piastowie śląscy: Henryk IV Prawy (Probus) (1278–1290), Henryk VI Dobry (1327–1335) i Bolko II ziębicki (1337–1341).
W wyniku lokacji uformował się nowy układ przestrzenny miasta, który z niewielkimi zmianami przetrwał do dzisiaj. W 1324 r. miasto wykupiło wójtostwo. Od 1310 r. joannici prowadzili w mieście szkołę parafialną, której najwybitniejszym uczniem był późniejszy arcybiskup praski Arnoszt z Pardubic. W 1349 do Kłodzka za sprawą Arnoszta przybyli kanonicy regularni, którym arcybiskup ufundował klasztor i kolegiatę na Górze Zamkowej. W jego skryptorium mógł powstać Psałterz floriański.
Rozwój Kłodzka został częściowo zahamowany przez wojny husyckie; do ponownego ożywienia doszło dzięki królowi Jerzemu z Podiebradów, który ustanowił miasto w 1458 r. siedzibą hrabstwa. W 1472 r. w Kłodzku zatrzymał się królewicz polski Władysław II Jagiellończyk przed koronacją na króla Czech w Pradze.
W 1501 r. Kłodzko i całe hrabstwo odkupił od Podiebradów Ulrich von Hardeck. Wiek XVI rozpoczął korzystny okres w dziejach miasta, trwający do wojny trzydziestoletniej.

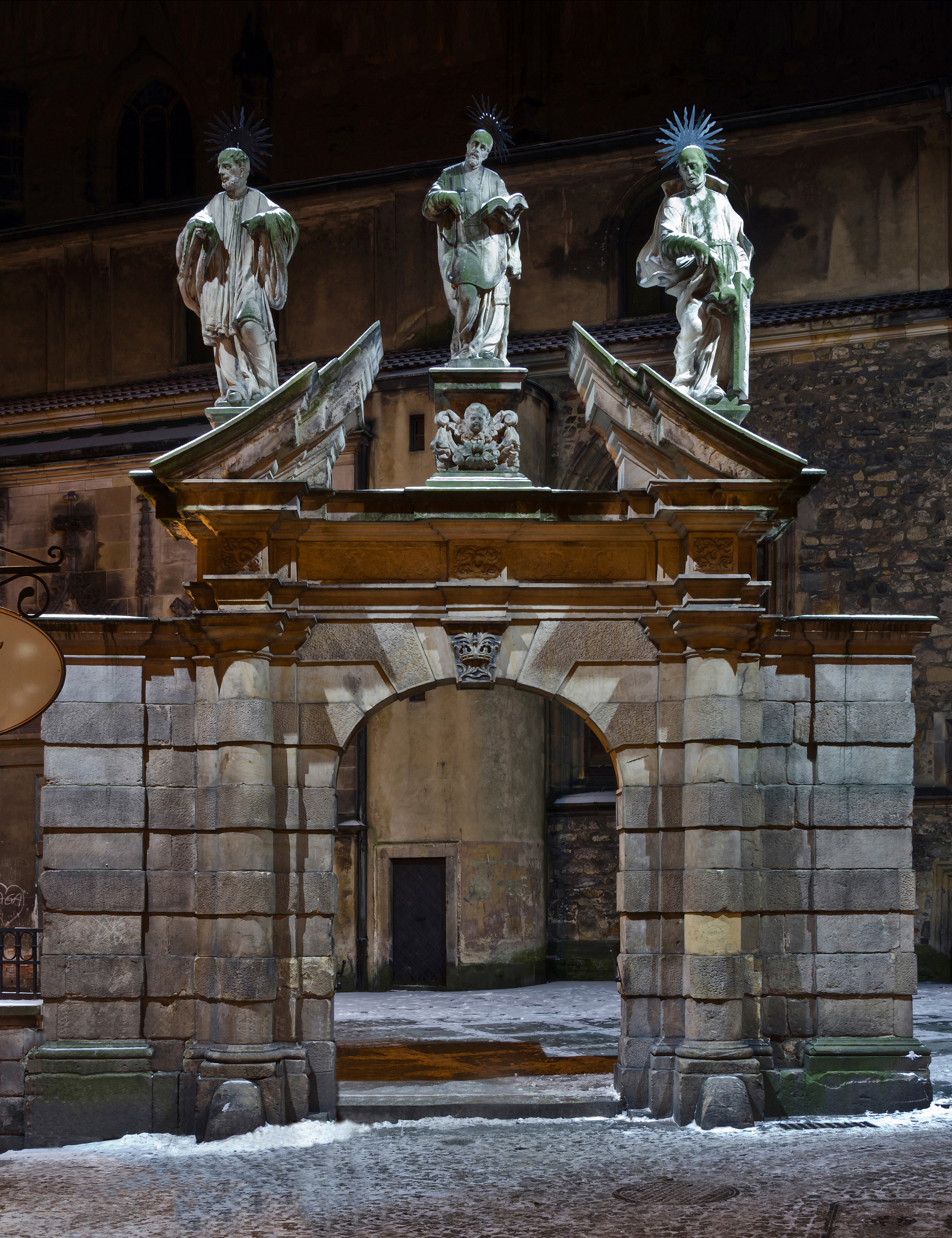
Czarna Brama z grupą rzeźbiarską (XVIII w.)

W 1526 r. Kłodzko wraz z Czechami przeszło pod panowanie Habsburgów. Okres ten naznaczony był konfliktami społeczno-religijnymi związanymi z reformacją. W 1562 r. luteranie stanowili większość mieszkańców Kłodzka, przejmując kościół parafialny. Reformacja przyczyniła się również do upadku klasztorów bernardynów i franciszkanów w mieście. Budynki klasztorne zamieniono na szpitale, a ogrody na cmentarze dla mieszkańców przedmieść.
Na początku wojny trzydziestoletniej Kłodzko opowiedziało się po stronie Fryderyka V, elektora Palatynatu. W 1622 r. miasto zostało zdobyte przez Austriaków. Zniszczeniu uległ zamek, który Austriacy postanowili zamienić w twierdzę. Pracami fortyfikacyjnymi kierował w latach 1680–1702 Jakob Carova według projektu Saebischa. W czasie I wojny śląskiej Kłodzko na mocy pokoju wrocławskiego (1742 r.) przeszło pod panowanie Prus. Fryderyk II Wielki, doceniając strategiczne położenie miasta, przystąpił do modernizacji fortyfikacji poaustriackich i rozbudowy Twierdzy Kłodzko. W czasie wojny siedmioletniej Austriacy zdobyli miasto w 1760 r., ale musieli je zwrócić Prusom na mocy pokoju w Hubertusburgu (1763 r.). Ostatni raz twierdza oblegana była podczas wojen napoleońskich w 1807 r.
W latach 1862–1905 wybudowano linie kolejowe. Kłodzki węzeł kolejowy posiadał połączenia z Wrocławiem, Wałbrzychem, Kudową i Stroniem. W latach 1864–1874 w dzielnicy Jurandów wzniesiono nowy, olbrzymi kompleks szpitalny. W 1877 r. zniesiono status twierdzy i zezwolono na swobodną rozbudowę miasta. W latach 1880–1911 nastąpiła rozbiórka bram i większości murów miejskich. Następuje rozbudowa miasta w kierunku południowym, wschodnim i zachodnim.
Na dwudziestolecie międzywojenne przypada dalsza rozbudowa miasta. Powstają nowe osiedla otaczające centrum Kłodzka. Na początku 1939 r. Kłodzko liczyło 22 tys. mieszkańców.
W czasie II wojny światowej Niemcy utworzyli w twierdzy więzienia administrowane przez Ministerstwo Sprawiedliwości Rzeszy oraz Wehrmacht, w których więziono ludzi różnych narodowości, w tym jeńców alianckich, a w 1944 także obóz pracy przymusowej, w którym przetrzymywano ok. 1500 Polaków. W listopadzie 1942 r. i styczniu 1943 r. w mieście odbył się niemiecki proces 39 członków podziemnego Związku Orła Białego, z których 18 skazano na karę śmierci.
Na podstawie ustaleń między aliantami na początku czerwca 1945 roku władzę w mieście objęła administracja polska, mimo motywowanych historycznie roszczeń terytorialnych zgłaszanych przez Czechosłowację; ludność niemiecką przesiedlono do Niemiec. W lecie 1945 r. dotarły do Kłodzka pierwsze transporty przesiedleńców z Kresów Wschodnich. Zorganizowano szkolnictwo, instytucje kulturalne. W 1947 r. powstał kłodzki oddział Polskiego Towarzystwa Tatrzańskiego i Towarzystwo Ziemi Kłodzkiej, które od 1948 r. zaczęło wydawać Roczniki Kłodzkie. W Kłodzkim Ośrodku Kultury działalność rozpoczął teatr dramatyczny i orkiestra symfoniczna. Działające po wojnie Muzeum Miejskie zostało w 1963 r. przekształcone w Muzeum Ziemi Kłodzkiej.

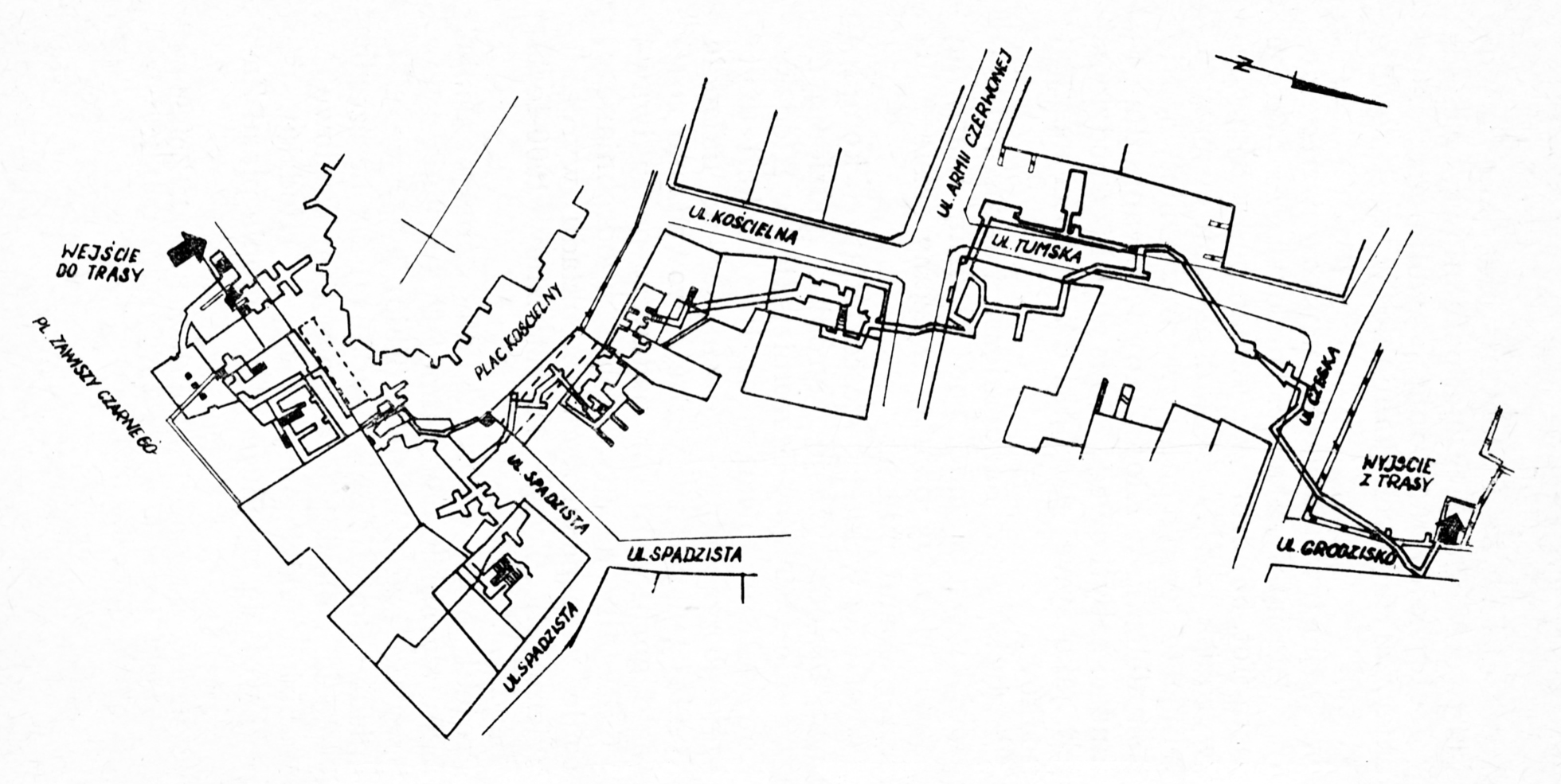
Plan podziemnej trasy turystycznej w Kłodzku

W połowie lat 50. XX w. miały miejsce katastrofy budowlane, polegające na usuwaniu się ścian wyrobisk wielokondygnacyjnych piwnic. Stało się to uzasadnieniem dla dokonanej w następnych latach rozbiórki całych kwartałów północnej części Starego Miasta, która przyniosła nieodwracalne straty w zabytkowej strukturze miasta. Chcąc zapobiec dalszemu pogarszaniu się sytuacji, zlecono naukowcom z AGH w Krakowie, pod kierunkiem prof. Feliksa Zalewskiego i prof. Zbigniewa Strzeleckiego, opracowanie projektu zabezpieczenia kłodzkiej starówki. Prace zabezpieczeniowe wykonało Przedsiębiorstwo Robót Górniczych z Wałbrzycha, które jednocześnie oddało do użytku podziemną trasę turystyczną (600 m długości) w 1976 r. Na początku lat 60. XX w. ruszyło budownictwo mieszkaniowe na obrzeżach miasta. W 1968 r. założono Kłodzkie Przedsiębiorstwo Budowlane, a w kilka lat później Kłodzką Fabrykę Domów. Następnie przystąpiono do budowy największego w mieście zespołu mieszkaniowego – osiedla im. Kruczkowskiego. W połowie lat 80. zmodernizowano układ komunikacyjny w mieście poprzez budowę obwodnicy północnej z estakadą nad Nysą Kłodzką oraz wyprowadzono główny ruch samochodowy z Piasku.
Stacjonująca w Kłodzku Sudecka Brygada Wojsk Ochrony Pogranicza została w 1992 r. zastąpiona przez Straż Graniczną, a pułk zmechanizowany zajmujący koszary przy ul. Walecznych przekształcony w piechotę górską.
W nocy z 7/8 lipca 1997 Kłodzko zostało zalane przez powódź tysiąclecia. Woda podniosła się o 8,71 m ponad zwykły poziom Nysy Kłodzkiej, pustosząc znaczny obszar miasta (pod wodą znalazło się 37 ulic i 14 km dróg, a straty oszacowano na 92 mln zł). Następne lata przyniosły odbudowę zniszczeń powodziowych oraz rewitalizację starówki. W ramach pomocy rządowej i wsparciu gminy Warszawy-Centrum przyznano powodzianom domki czterorodzinne, które ustawiono w rejonie Jurandowa, tworząc osiedle im. Warszawy-Centrum. Kolejne 100 mieszkań wybudowano przy ul. Korytowskiej. Powódź okazała się najbardziej groźna dla starego budownictwa na Piasku.
Następne lata przyniosły odbudowę zniszczeń powodziowych oraz rewitalizację starówki, które wykonano przy wsparciu finansowym Unii Europejskiej. Po 2009 r. wybudowano galerię handlową Twierdza Kłodzko oraz krytą pływalnię. W maju 2018 r. oddano do użytku obwodnicę południowo-wschodnią.
We wrześniu 2024 miasto zostało ponownie zalane przez powódź. Zniszczeniu uległa duża część miasta. W znaczącym stopniu ucierpiał również franciszkański Kościół Matki Bożej Różańcowej.

Historia Kłodzka
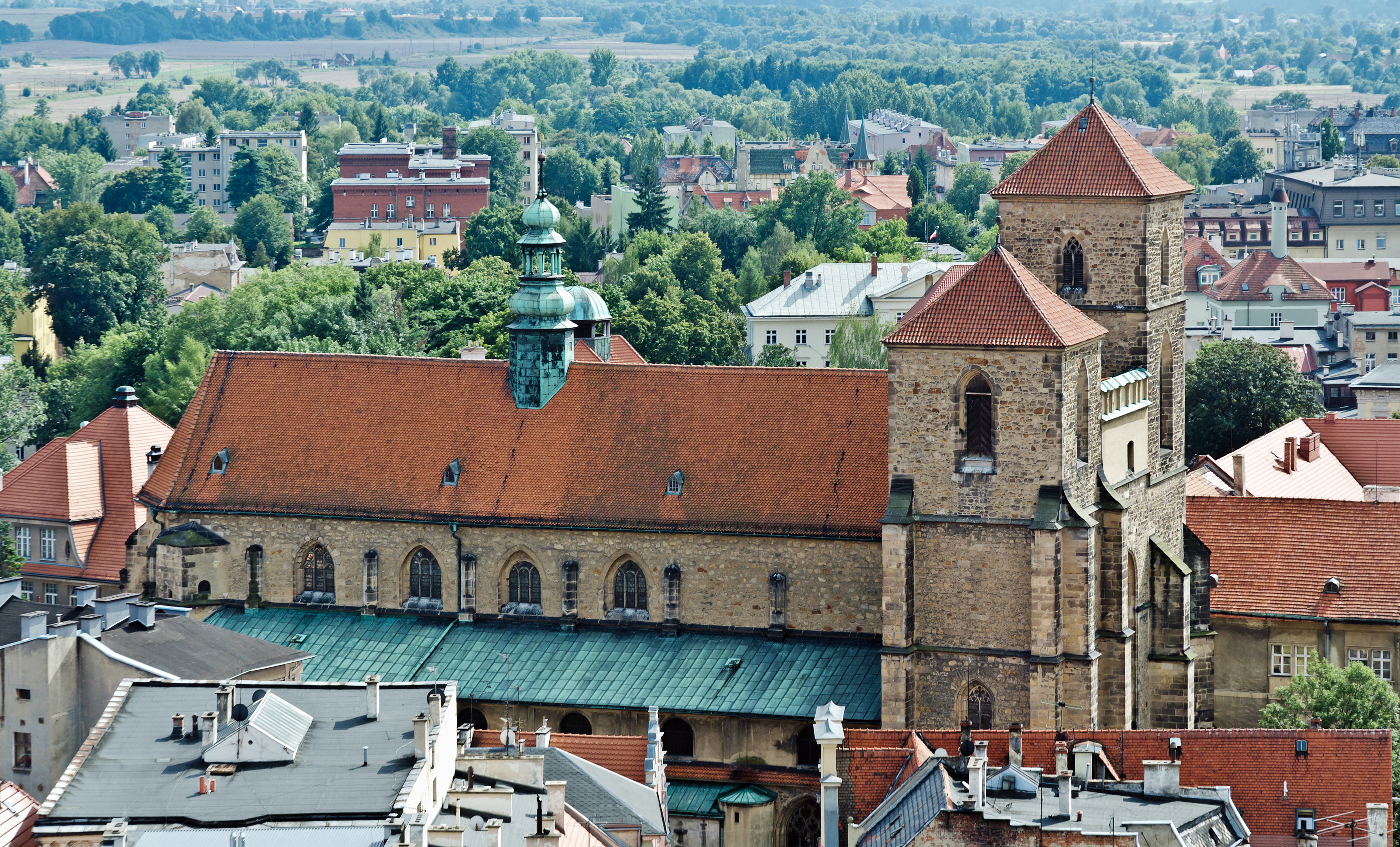
Kościół Wniebowzięcia NMP, ufundowany testamentem bp. Arnoszta z Pardubic
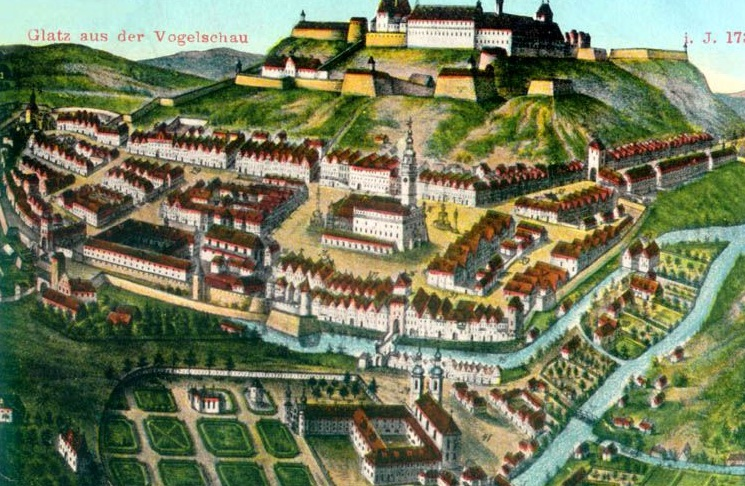
Widok ogólny Kłodzka w 1. połowie XVIII w.
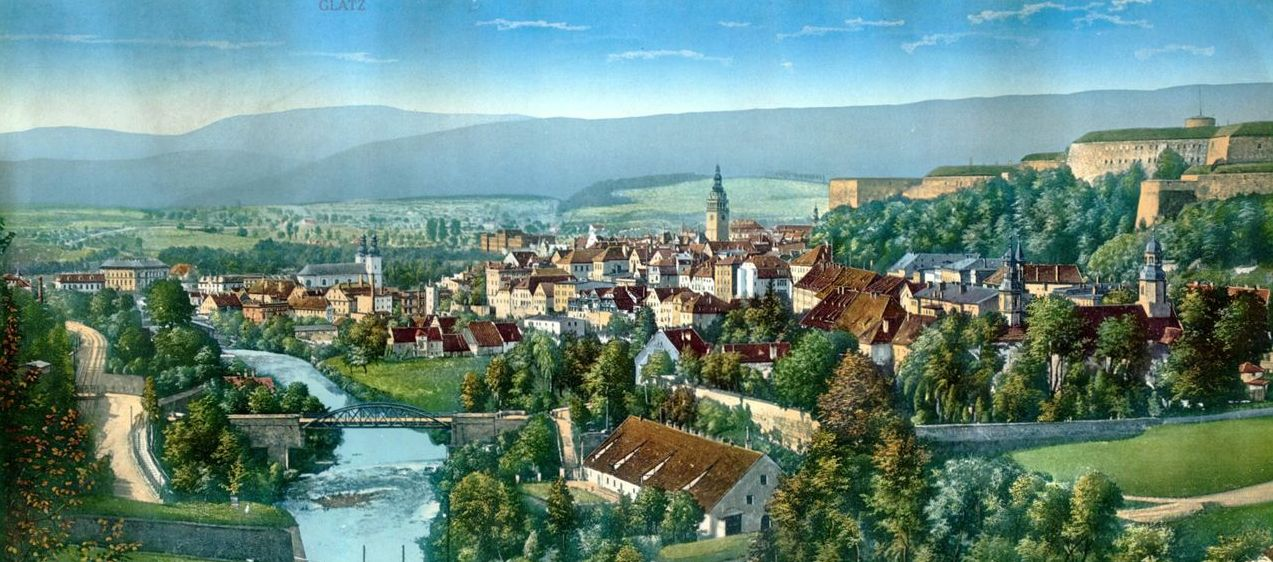
Panorama miasta na początku XIX w.
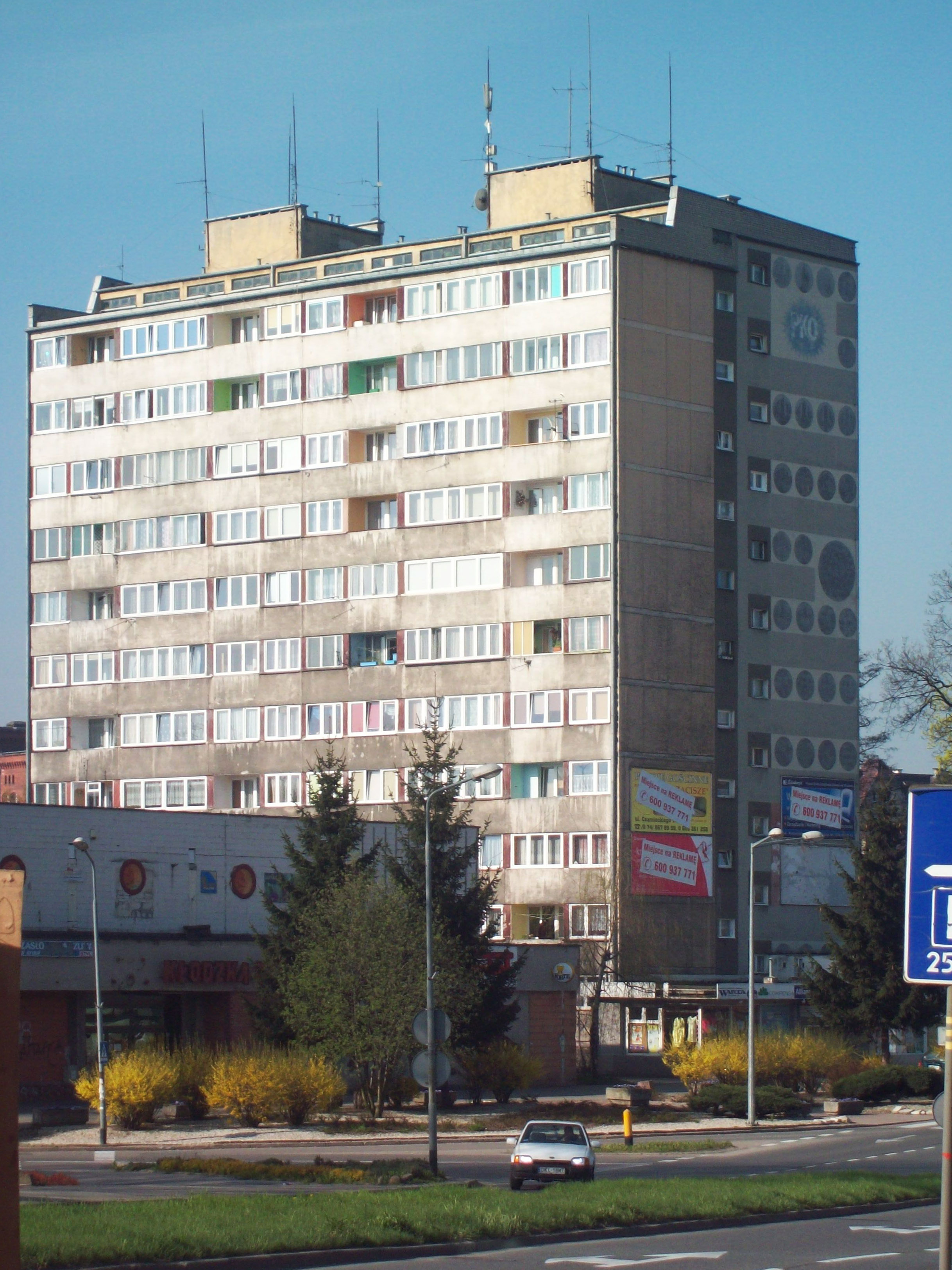
Najstarszy wieżowiec w Kłodzku
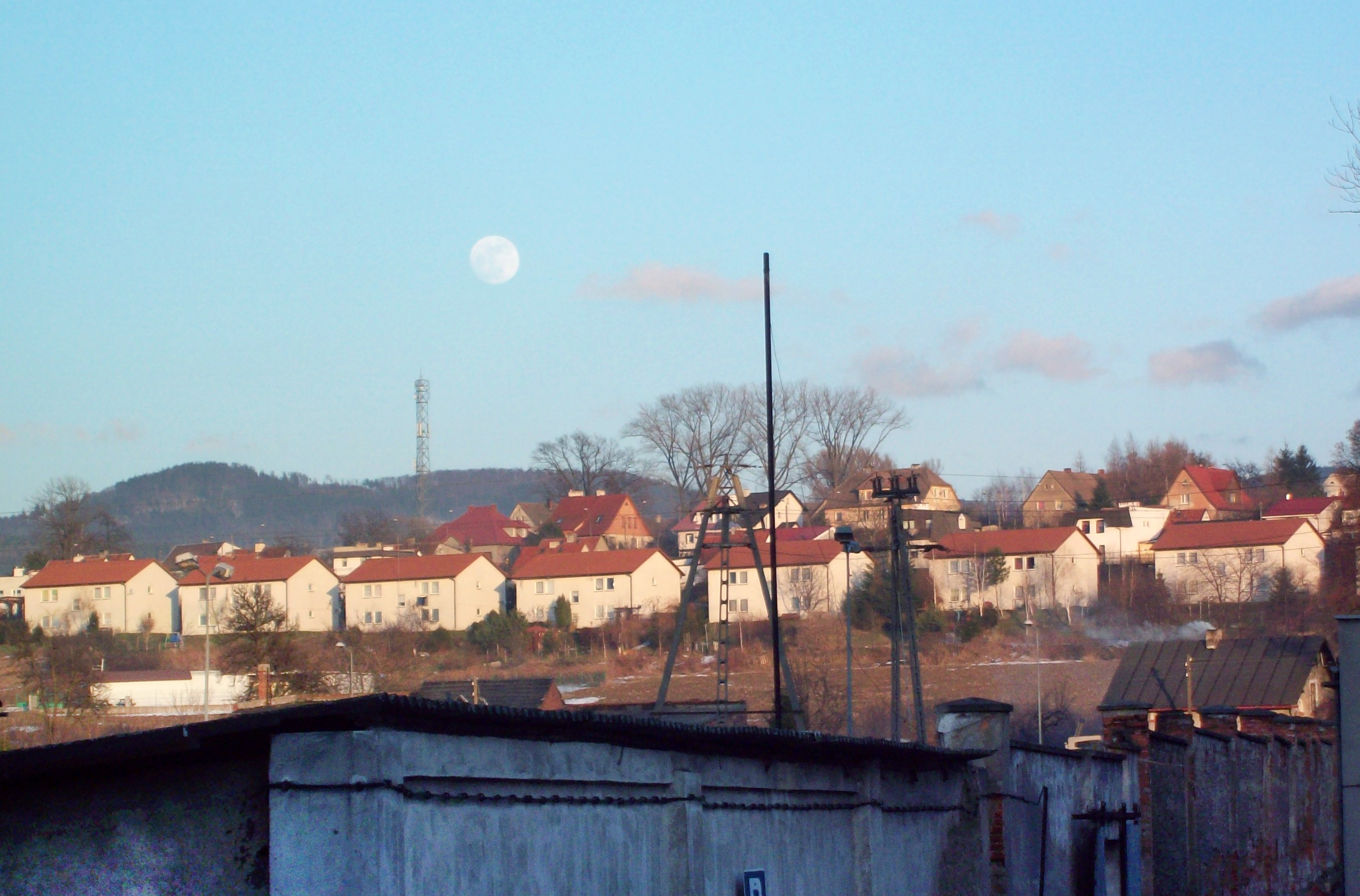
Osiedle Warszawy-Centrum dla powodzian po 1997 r.

## Architektura i urbanistyka

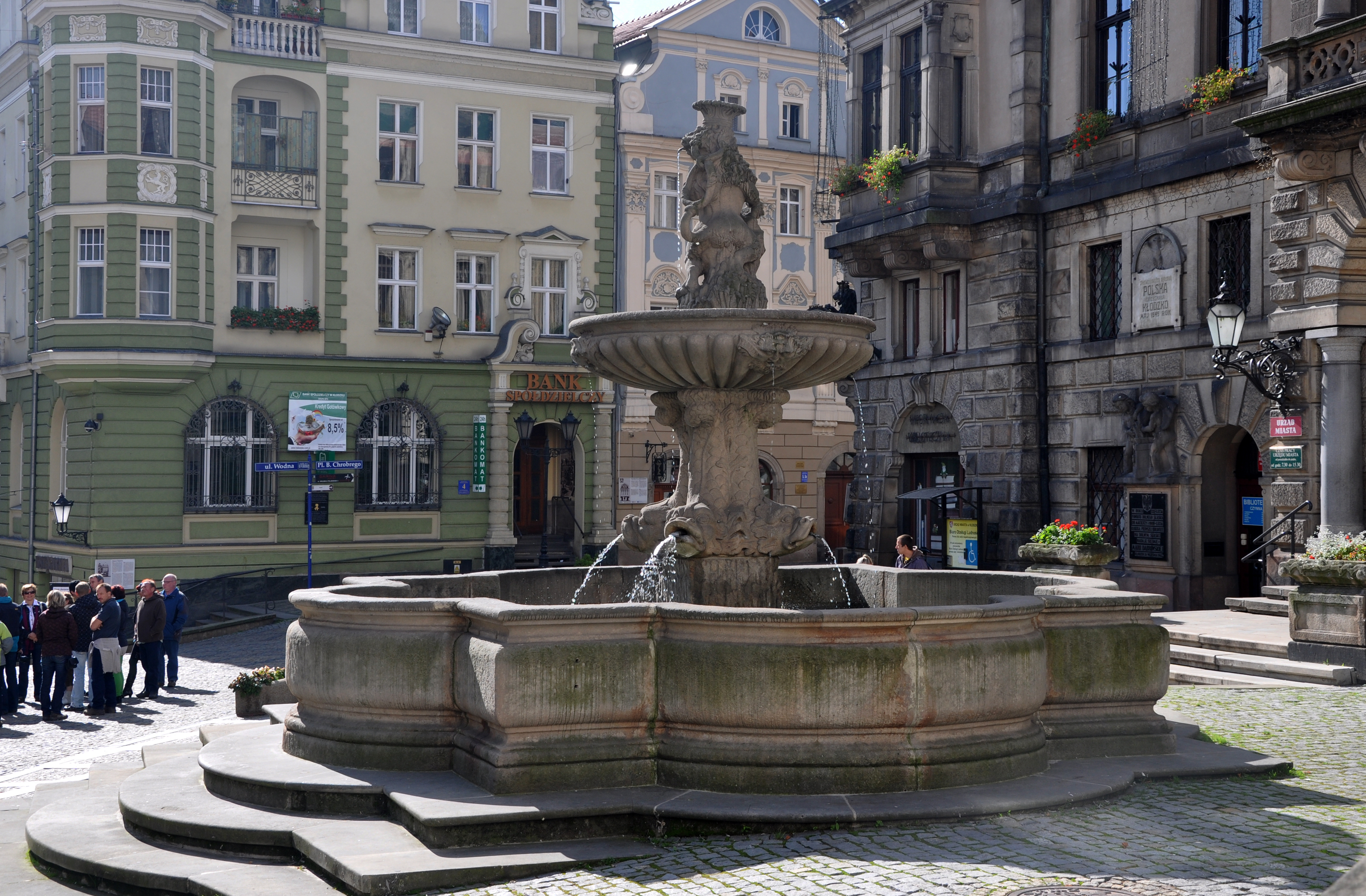
Rynek, studnia miejska

### Układ urbanistyczny
Kłodzko zachowało doskonale ukształtowany, kompletny i oryginalny układ urbanistyczny miasta średniowiecznego, który jest ściśle dostosowany do ukształtowania terenu i podporządkowany obronnej roli zamku, a później twierdzy. Najstarsza część miasta leży na lewym brzegu Nysy Kłodzkiej, na wysokiej terasie, u stóp Fortecznej Góry. Powoduje to, że na terenie starego miasta występują znaczne różnice wysokości, wynoszące ok. 20 m w przypadku rynku i rzeki, a pomiędzy twierdzą a rzeką aż ok. 60 m. Stąd też duża liczba ulic jest stromych, a nawet biegnie po stopniach, jak w przypadku ul. Spadzistej, co nadaje tej części miasta malowniczość. Obszar starówki oddzielony jest od pozostałych części miasta przez parki, które przybierają formę plantów, skwerów i zieleńców.
Nieco nowsza jest część Kłodzka położona na wyspie Piasek, utworzonej przez Młynówkę. Dominantą całego zespołu miejskiego jest potężna twierdza bastionowa położona na Fortecznej Górze i nieco mniejsza twierdza pomocnicza na Owczej Górze. Miasto ma nietypowe ukształtowanie, ponieważ całkowicie wypełniło wąską dolinę rzeczną pomiędzy oboma wzniesieniami, wykorzystując strategiczne położenie tego miejsca. Natomiast w dzielnicach stanowiących dawniej odrębne osady, takie jak: Ustronie, Jurandów, Leszczyny, Zagórze czy Książek zachował się w całości pierwotny układ urbanistyczny w postaci wsi łańcuchowych lub folwarków.
W północnej części miasta, za historycznymi przedmieściami: Wojciechowickim i Wygonem wznosi się na nierównym terenie pnącym się do góry osiedle domów jednorodzinnych Owcza Góra, powstałe w drugiej połowie XX w. Rozciąga się z niego panorama na całe miasto, z której widoczne jest po drugiej stronie, powstałe w tym samym czasie osiedle im. Kruczkowskiego, wybudowane z wielkiej płyty.

### Zabytki

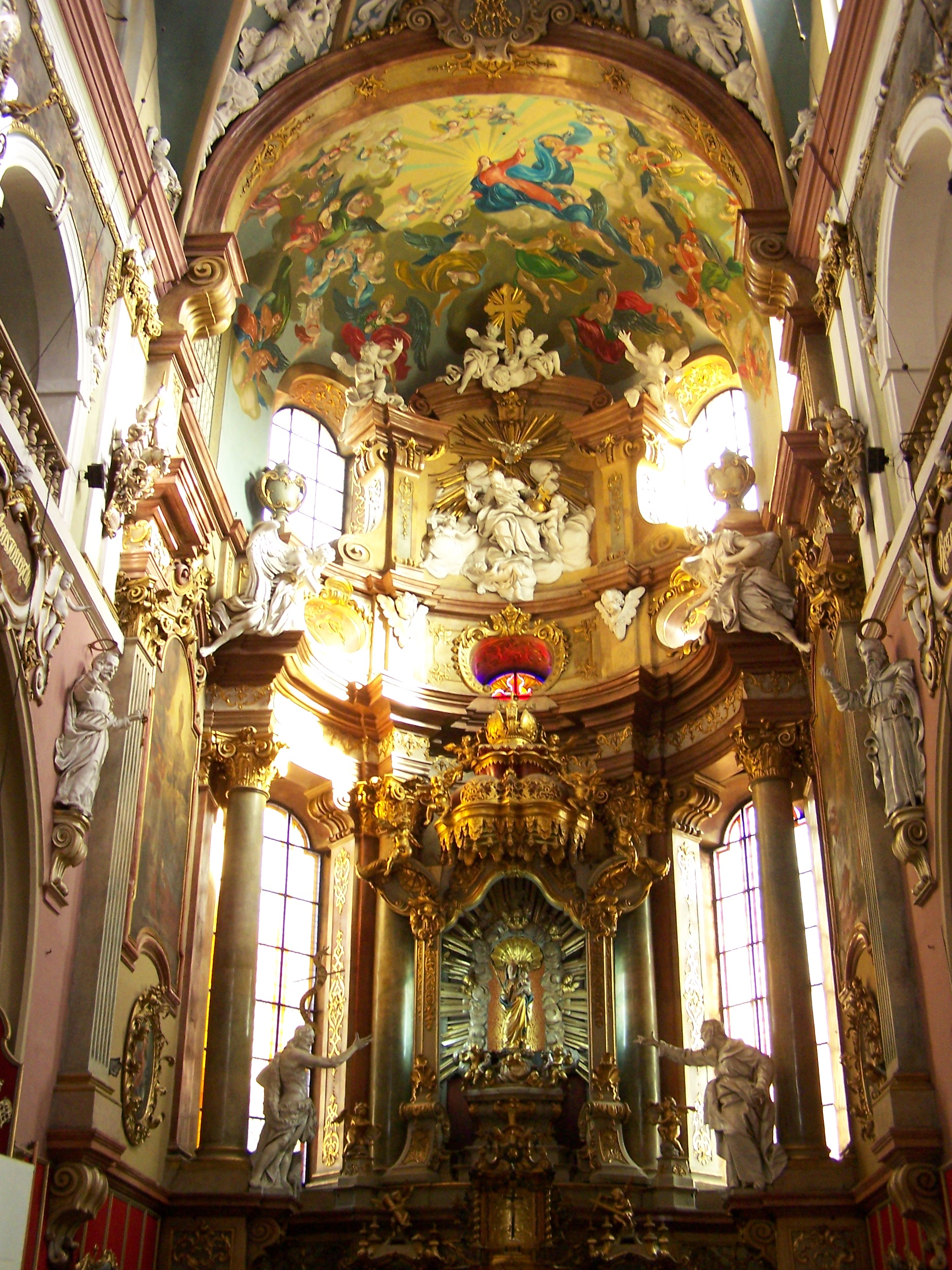
Prezbiterium i ołtarz kościoła Wniebowzięcia NMP

Kłodzko posiada jeden z bogatszych, zróżnicowanych i cenniejszych w kraju obiektów zabytkowych tworzących wspaniałą panoramę. Do cenniejszych obiektów należą:
- bastionowa twierdza na miejscu wcześniejszego zamku z 1577, przebudowanego w latach 1680–1702, w największym stopniu rozbudowana przez króla pruskiego Fryderyka II Wielkiego,
- późnogotycki kościół Wniebowzięcia Najświętszej Marii Panny, rozpoczęty przez joannitów w 1344 r., ukończony w początku XVI w.; wnętrze przebudowane w okresie baroku (1660–1670); wyposażenie wnętrza głównie barokowe – ołtarz główny z 1727–1729 (Krzysztof Tausch(inne języki)), ambona z 1717 (Michael Klahr), a także gotycka XIV-wieczna figura Madonny z czyżykiem,
- barokowy zespół klasztorny franciszkański: kościół Matki Boskiej Różańcowej (1628–1631, przebudowa ok. 1711) i klasztor,
- kościół św. Jerzego i św. Wojciecha, dawniej Chrystusa Króla, pierwsza wzmianka historyczna pochodzi z 1275 r. W XIV w. założono klasztor joannitów, który spłonął na przełomie 1469–1470 r. Budowę obecnego kościoła w stylu barokowym rozpoczęli w 1643 r. bernardyni, w prezbiterium znajduje się pozostałość sklepienia gotyckiego. Nad kościołem góruje wieża dobudowana w 1760 r.; przy kościele klasztor z drugiej połowy XVII, od 1946 zajmowany przez ss. klaryski,
- gotycki most na Młynówce z lat ok. 1280–1390 z barokowymi figurami, stylistycznie powiązany z mostem Karola w Pradze,
- ratusz z końca XIX w., z renesansową wieżą,
- dawne kolegium jezuickie (1655–1690, Carlo Lurago),
- Muzeum Ziemi Kłodzkiej w budynku dawnego konwiktu jezuickiego,
- renesansowe i barokowe kamienice z XVI – XVIII w.,
- kamienny średniowieczny krzyż o nieznanym pochodzeniu. Krzyżowi przypisywana jest nieraz przez lokalnych krajoznawców funkcja krzyża pokutnego. Jest to jednak hipoteza nie wsparta żadnym dowodami, powstała na gruncie nieuprawnionego utożsamiania wszystkich starych monolitowych kamiennych krzyży, z krzyżami pokutnymi.
- synagoga
- cmentarz żydowski

inne
- Browary w Kłodzku

### Zieleń miejska
Wokół starego miasta ciągną się parki powstałe na miejscu dawnej fosy i murów obronnych. Zajmują one łączną powierzchnię 25,1 ha. Obecnie w Kłodzku istnieje sześć parków:
| Rodzaj                       | Powierzchnia |
| ---------------------------- | ------------ |
| Parki spacerowo-wypoczynkowe | 18,6 ha      |
| Zieleńce                     | 6,5 ha       |
| Tereny zieleni osiedlowej    | 43,5 ha      |
| Lasy                         | 30,5 ha      |

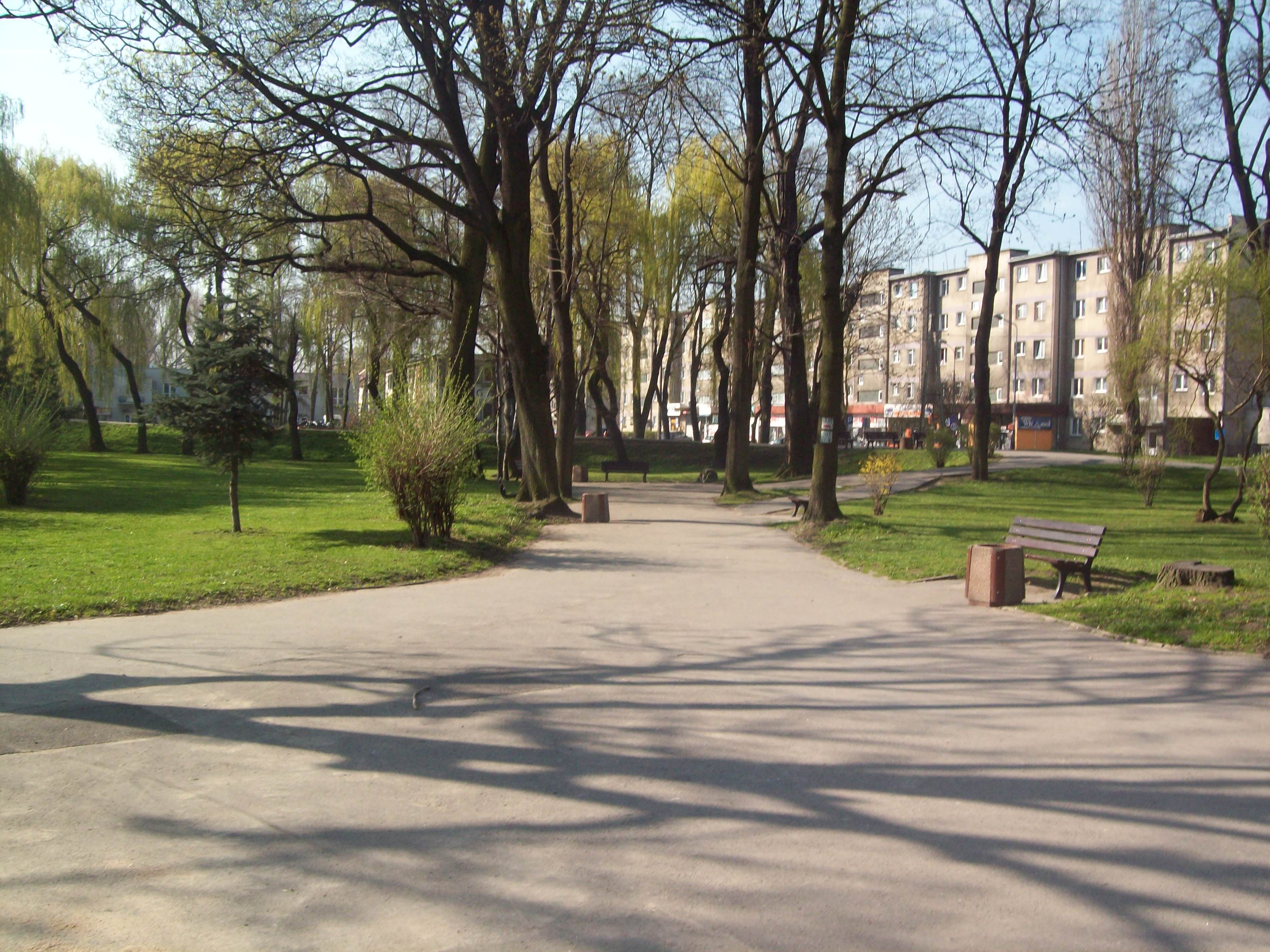
Park Przyjaźni

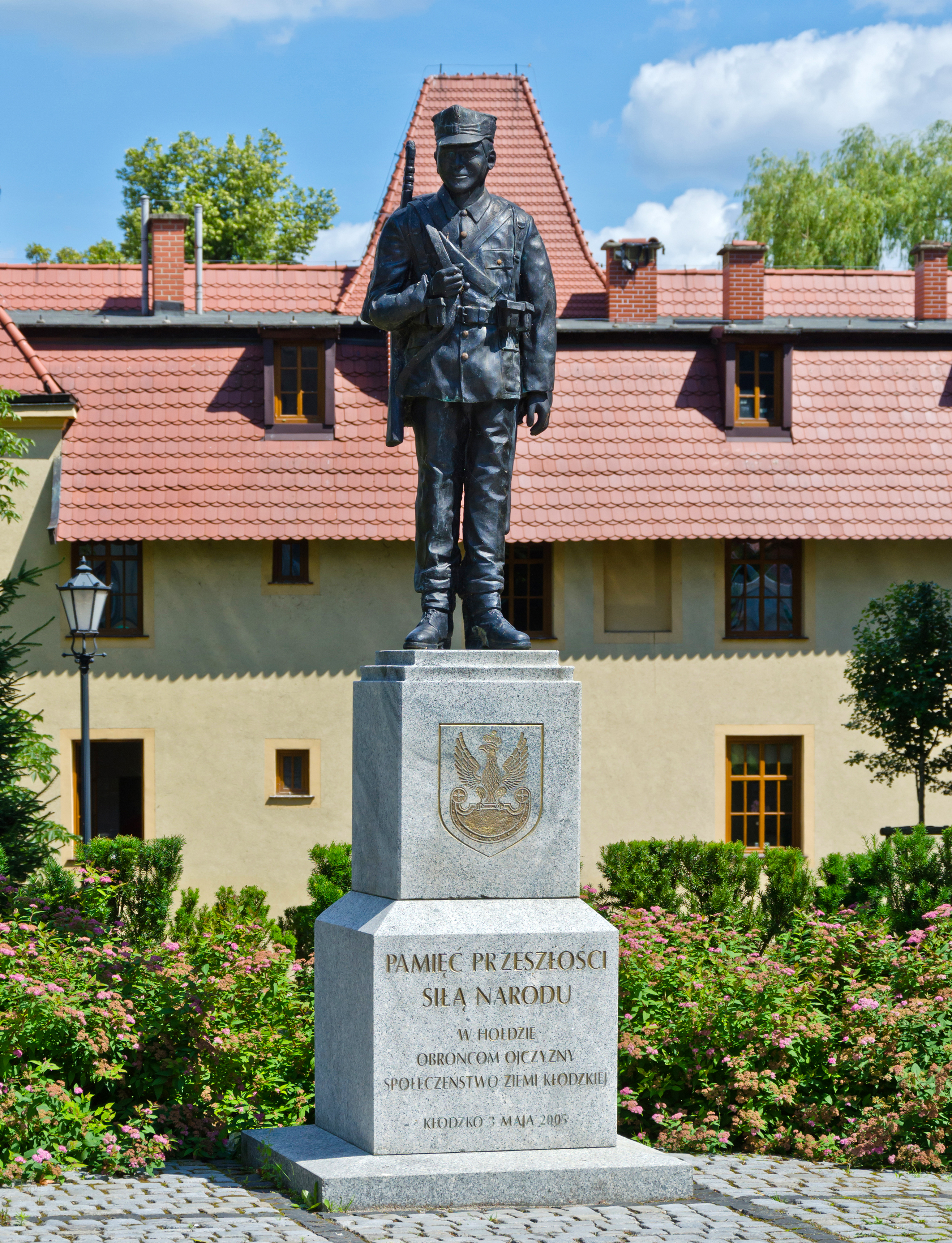
Pomnik w hołdzie obrońcom Ojczyzny w parku Sybiraków

- Park Przyjaciół Wojsk Górskich – zwany dawniej parkiem Młodzieży, położony w północno-wschodniej części osiedla Kruczkowskiego, założony po 1945 r. na miejscu dawnego cmentarza,
- Park im. R. Traugutta – znajduje się we wschodniej części starego miasta, założony w XIX w. jako jeden z fragmentów plantów, promenady miejskiej okalającej kłodzką starówkę. Poprzednio na jego miejscu znajdował się cmentarz żołnierzy francuskich, oblegających Kłodzko w 1807 r.
- Park Esperanto – powstał w 1. połowie XIX w. jako skwer w centrum miasta, obecna nazwa od lat 80. XX w.
- Park Sybiraków – założony w połowie XIX w. jako element promenady staromiejskiej, obecna nazwa od 1995 r.
- Park Przyjaźni – powstał w 2. połowie XIX w. jako końcowy fragment promenady staromiejskiej. W latach 80. XX w. w związku z budową nowego mostu na Nysie Kłodzkiej został przedzielony na dwie części.
- Park im. św. Wojciecha – powstał jako skwer po 1945 r. na miejscu dawnych dwóch cmentarzy, obecna nazwa od lat 90. XX w.

Okolice obu twierdz porośnięte są przez lasy, które występują również w południowej części miasta, u stóp Czerwoniaka oraz we wschodniej części miasta, porastając szczyty: Mariańską Górkę i Kukułkę. Na granicach miasta znajdują się ogródki działkowe:
„Nowy Świat”, „Kolejarz”, „Odrodzenie”, „Światowiec”, „Światowid”, „Zwycięstwo”, „Perła” I, II, III, ROD PKP „Rozkwit”, „Westerplatte”, „Ślązak”.

## Demografia
Miasto zajmuje 24,84 km², co przy liczbie 25 113 mieszkańców (styczeń 2023) daje gęstość zaludnienia równą 1011 osób na 1 km². Miasto jest na 231. miejscu pod względem powierzchni, zaś pod względem liczby mieszkańców w Polsce – 173. miejsce.
- Ludność Kłodzka na przestrzeni 7 stuleci[7]:

Na początku XIX wieku w mieście mieszkało 5 tysięcy osób (dane z 1816), ale już w połowie tego stulecia liczba mieszkańców uległa podwojeniu i przekroczyła 10 tysięcy. W kolejnych dekadach ludność Kłodzka systematycznie rosła poza krótkim okresem bezpośrednio po I wojnie światowej, kiedy to uległa zmniejszeniu. Na kilka lat przed II wojną światową liczba ludności przekroczyła 20 tysięcy.
Jedną z konsekwencji przegranej przez Niemcy wojny była zmiana granic i utrata ziemi kłodzkiej na rzecz Polski oraz przesiedlenie dotychczasowej ludności niemieckiej. W 1950 r. liczba mieszkańców zmalała do 17 tysięcy; poziom zaludnienia sprzed wojny udało się osiągnąć już na przełomie lat 50. i 60. XX w.  Ibidem, s. 194???
Na początku XXI w. ludność Kłodzka wzrosła do 30 tysięcy, jednak kilka lat później wobec ujemnego przyrostu naturalnego i migracji systematycznie spadała, osiągając w 2008 r. 28 tysięcy.
Według prognozy demograficznej w następnych latach liczba ludności ponownie zacznie wzrastać. Prognoza ta spełni się, o ile – jak założono – utrzyma się dotychczasowe zjawisko migracji z miasta. W przypadku pomyślnych wyników działań podjętych dla ożywienia gospodarki na obszarze miasta, zmiany migracyjne mogą być osłabione lub nawet odwrócone.
Największą populację Kłodzko miało w 1998 r.
- Struktura płci mieszkańców Kłodzka według danych z 30 czerwca 2009[75]

| Opis                              | Ogółem  | Ogółem  | Kobiety | Kobiety | Mężczyźni | Mężczyźni |
| --------------------------------- | ------- | ------- | ------- | ------- | --------- | --------- |
| Jednostka                         | osób    | %       | osób    | %       | osób      | %         |
| Populacja                         | 28 003  | 100,0   | 14 962  | 53,4    | 13 041    | 46,6      |
| Gęstość zaludnienia [mieszk./km²] | 1 127,3 | 1 127,3 | 602,3   | 602,3   | 525,0     | 525,0     |

## Gospodarka
| Rodzaj                       | Powierzchnia | %      |
| ---------------------------- | ------------ | ------ |
| Grunty orne                  | 1120 ha      | 44,8%  |
| Pastwiska                    | 169 ha       | 6,76%  |
| Łąki                         | 238 ha       | 9,52%  |
| Sady                         | 24 ha        | 0,96%  |
| Użytki rolne (?)             | 1541 ha      | 61,64% |
| Lasy                         | 38 ha        | 1,52%  |
| Pozostałe grunty i nieużytki | 921 ha       | 36,84% |
| Użytki i nieużytki rolne (?) | 2500 ha      | 100%   |

Rozwinięty jest przemysł drzewny, spożywczy, odzieżowy i metalowy.

### Rolnictwo
Rolnictwo nie odgrywa w gospodarce miejskiej większej roli, aczkolwiek w peryferyjnych dzielnicach miasta znajdują się gospodarstwa rolne, których na początku lat 90. XX w. było 219. Ponadto w Kościelnikach, Leszczynach i w Książku działały państwowe gospodarstwa rolne. Obecnie z pracy w rolnictwie utrzymuje się niespełna 3% ludności czynnej zawodowo. Rozwinięte jest zaplecze techniczne i przetwórcze rolnictwa. W mieście działa mleczarnia, magazyny zbożowe, wylęgarnia drobiu, młyn, rozlewnia wód mineralnych, zakłady mięsne.

### Przemysł
Po upadku komunizmu w Polsce w 1989 r. sytuacja przemysłowa Kłodzka nie przedstawiała się w dobrym świetle. W mieście działało kilka zakładów przemysłowych, ale brakowało takich o poważniejszym znaczeniu. Do największych zakładów należały: Fabryka Urządzeń Technicznych „Zetkama”, filia fabryk mebli i Zakłady Produkcji Leśnej „Las”.
W 2. połowie lat 90. XX w. wraz z postępującą restrukturyzacją wiele przedsiębiorstw nie zdołało przetrwać w warunkach gospodarki wolnorynkowej, co spowodowało ich zamknięcie i gwałtowny wzrost bezrobocia. W 1997 r. uruchomiono Wałbrzyską Specjalną Strefę Ekonomiczną, której jedną z podstref ulokowano w Kłodzku. Objęła ona powierzchnię 45,9 ha w północno-zachodniej części miasta (Leszczyny). Wkrótce potem ulokowały w niej kapitał firmy: Steinhoff Meble, General Electric, produkujący elektryczną aparaturę rozdzielczą i sterowniczą niskiego napięcia oraz Effect System, świadczący usługi w branży reklamowej.

### Handel i usługi

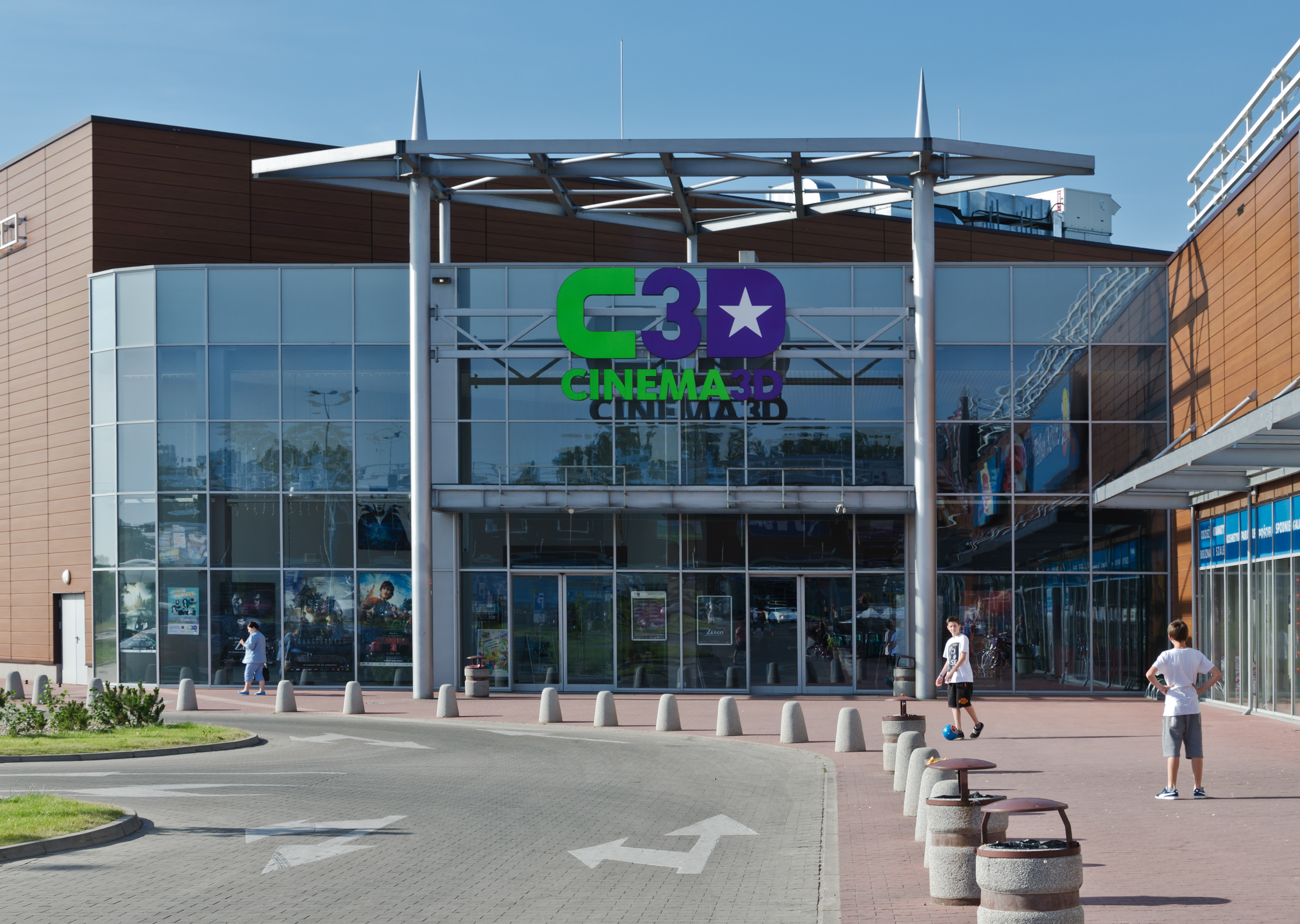
Galeria Twierdza Kłodzko

W końcu lat 80. XX w. handel w mieście prowadziło 211 sklepów o łącznej powierzchni 24 tys. m², z czego 65 było państwowych, 117 spółdzielczych, a 29 prywatnych. Działało 46 zakładów gastronomicznych (16 prywatnych).
Wraz z liberalizacją systemu gospodarczego własną działalność gospodarczą podjęło w 1990 r. aż 980 osób. W 2. połowie lat 90. wzrosła liczba handlarzy, którzy mieli do dyspozycji targowisko przy ul. Kościuszki oraz powstałą w 1995 r. Halę Targową Merkury. Do końca dekady kwitnął prywatny handel, czego jedną z przyczyn było nadgraniczne położenie Kłodzka, blisko granicy z Czechami. Tendencja ta zaczęła się odwracać na początku XXI wieku, czego wyraźnym symptomem była sprzedaż hali Merkury oraz utworzenie na jej miejscu supermarketu E.Leclerc.
W 2009 r. ukończono budowę Galerii Twierdza Kłodzko, w której siedzibę znalazły takie marki jak m.in. Leroy Merlin i Carrefour. W 2010 r. otwarto drugą część kompleksu handlowo-usługowego Galeria Twierdza Kłodzko II. Znajdują się tam m.in. Media Expert, Jysk, Reserved, kino Cinema 3D oraz jedna z trzech funkcjonujących na obszarze miasta sklepów Biedronki.
Miasto pełni funkcję lokalnego ośrodka administracyjnego, finansowego, oświatowego oraz centrum opieki zdrowotnej. Mieszczą się w nim placówki użytku publicznego, m.in. siedziba rejonu dróg wojewódzkich, sądu rejonowego, inspektoratu PIP, Sanepidu, ZUS i urzędu skarbowego. W Kłodzku znajduje się 7 banków (PKO BP S.A., Bank Pekao S.A., Santander Bank Polska S.A., BGŻ S.A., Kredyt Bank S.A., Bank Spółdzielczy S.A. i BPS S.A.), 4 placówki pocztowe, kilka agencji ubezpieczeniowych, targowisko miejskie, 6 dyskontów spożywczych, 2 bary szybkiej obsługi oraz wiele lokali handlowo-usługowych skupionych przy ulicach Starego Miasta.

### Rynek pracy
Według danych na 2003 r. w Kłodzku zatrudnionych jest 8819 osób, z czego najwięcej z nich pracuje w sektorze usługowym: 5848, a następnie przemysłowym – 2963 osób. W rolnictwie zatrudnionych jest tylko 8 osób.
Stopa bezrobocia w Kłodzku w 2015 roku wyniosła 18,7% i była jedną z najniższych w powiecie kłodzkim, gdzie bezrobocie wynosi 24% i jest jedną z najwyższych w województwie dolnośląskim.

## Infrastruktura

### Gospodarka komunalna
| Forma własności            | Liczba | %    |
| -------------------------- | ------ | ---- |
| Mieszkania gminne          | 2582   | 23,8 |
| Mieszkania spółdzielcze    | 3227   | 29,8 |
| Mieszkania zakładów pracy  | 455    | 4,2  |
| Mieszkania TBS             | 0      | 0,0  |
| Mieszkania osób fizycznych | 4547   | 42,0 |
| Pozostałe mieszkania       | 21     | 0,2  |
| Łącznie                    | 10 832 | 100  |

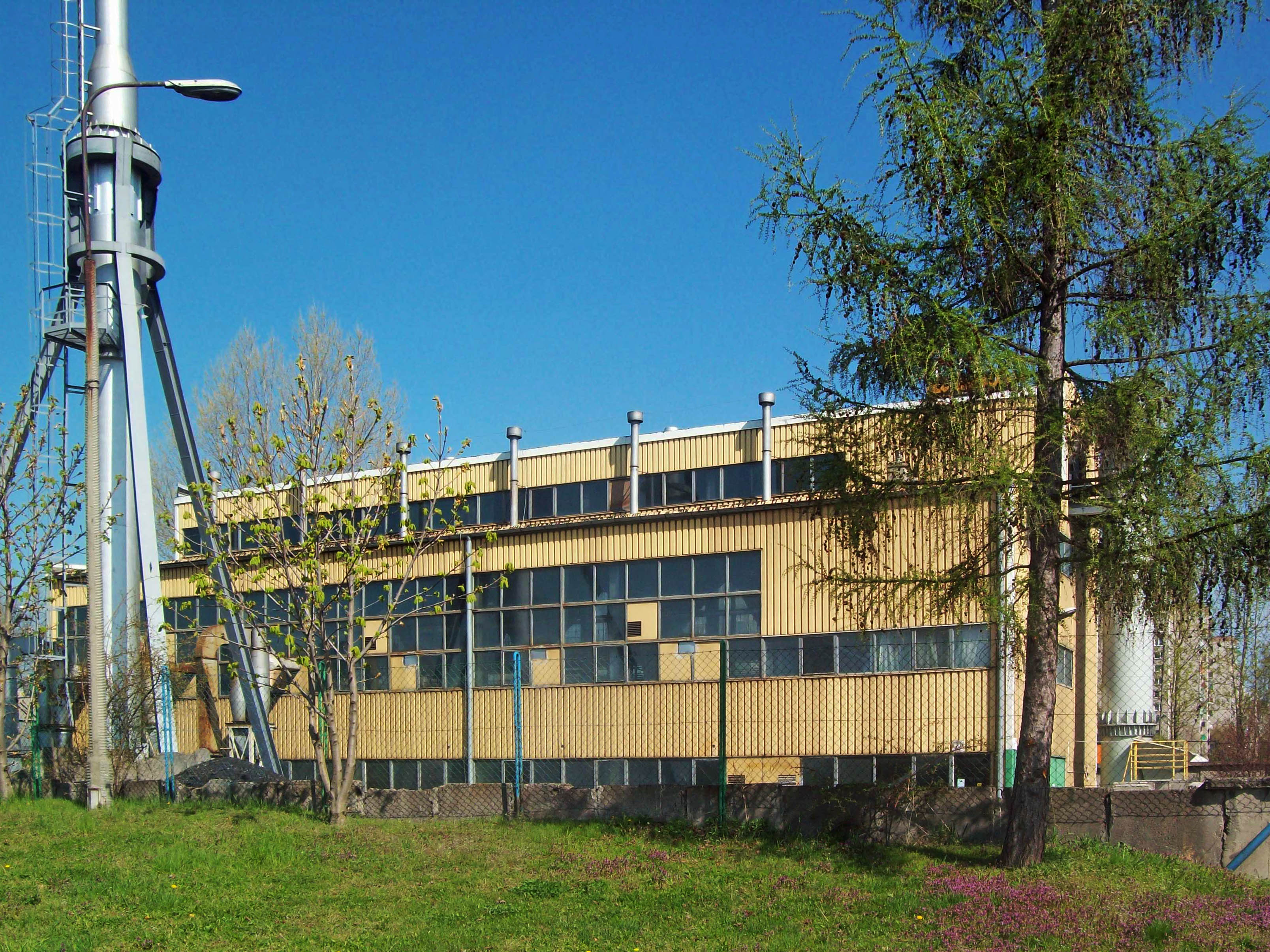
Elektrociepłownia w Kłodzku na osiedlu Kruczkowskiego

W Kłodzku jest 10 939 mieszkań o łącznej powierzchni 676 309 m² (2008). W mieście 99,2% mieszkań miało dostęp do wodociągów, 87,7% do łazienki, a 80,2% posiadało centralne ogrzewanie. Przeciętna powierzchnia użytkowa kłodzkiego mieszkania to 61,8 m², a 24,1 m² przypadało na 1 mieszkańca. Zarządem mieszkań należących do gminy zajmuje się Zakład Administracji Mieszkaniami Gminnymi Gminy Miejskiej Kłodzko.
Ze struktury wiekowej zasobu mieszkaniowego w Kłodzku wynika, że 42% mieszkań zostało wybudowanych przed 1944 r. Zasób współczesny, czyli wybudowany po 1989 r. to jedynie 13% mieszkań. Z danych sporządzonych podczas spisu powszechnego z 2002 r. wynika, że wiele mieszkań zostało wybudowanych w latach 70. i 80. XX w. w technologii uprzemysłowionej (bloki spółdzielni mieszkaniowej), które obecnie wymagają znacznych nakładów na remonty i termomodernizacje. Ze względu na wiek zasobu mieszkaniowego zauważalny jest duży stopień zużycia technologicznego i funkcjonalnego.
Wodociągi Kłodzkie Sp. z o.o. są jednostką organizacyjną gminy miejskiej, która zajmuje się m.in. dostawą wody i odprowadzaniem ścieków oraz gospodarką odpadów komunalnych.
W 2008 roku 99,2% mieszkańców Kłodzka korzystało z sieci wodociągowej, 87,7% z sieci kanalizacyjnej, 90,7% z sieci gazowej. Przeciętny mieszkaniec Kłodzka w 2008 roku zużył 39,0 m³ wody z wodociągów, 1685,4 kWh energii elektrycznej, 422,1 m³ gazu z sieci.

### Infrastruktura techniczna

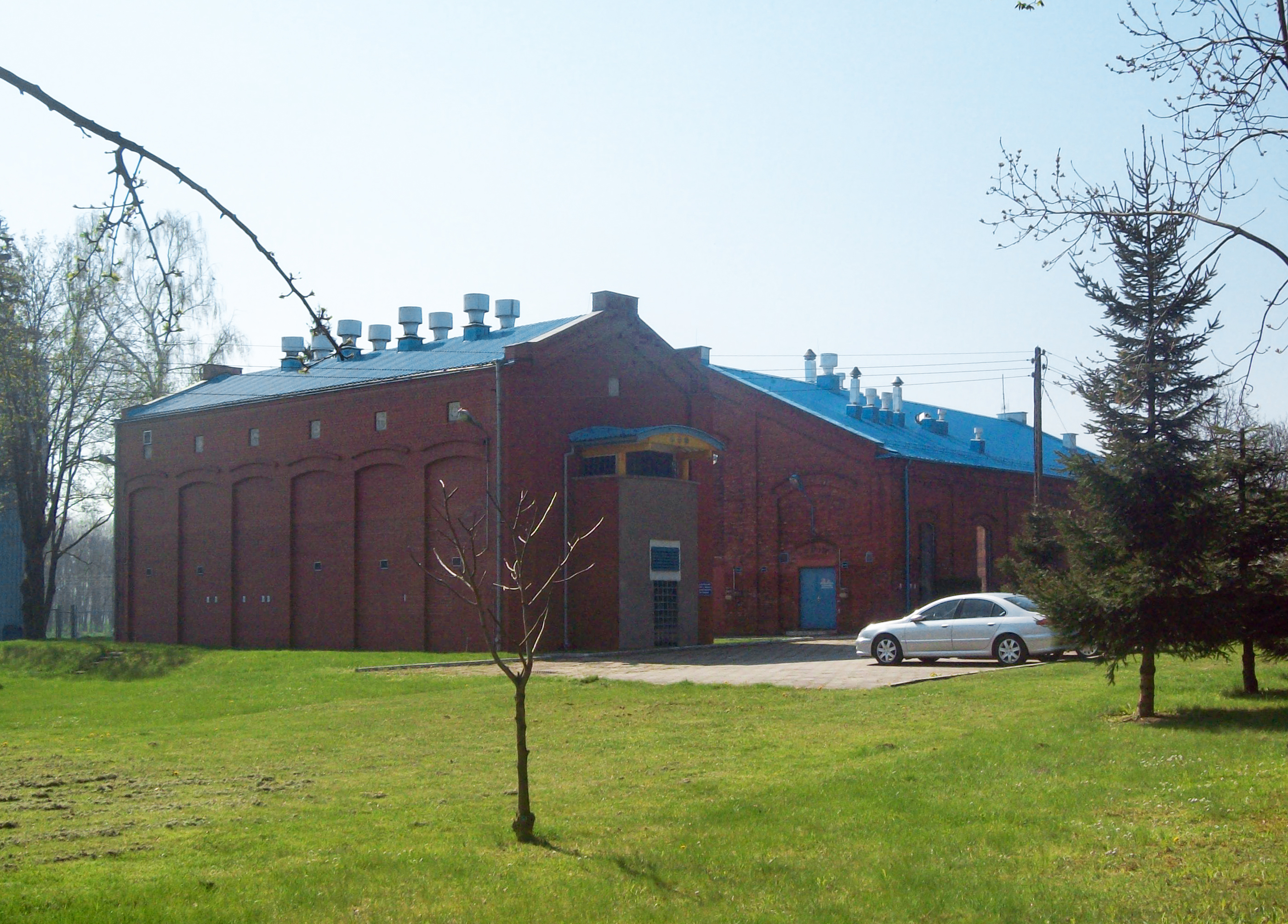
Siedziba Wodociągów Kłodzkich przy ul. Korczaka

Do Kłodzka doprowadzone są dwie linie elektryczne 110 kV i 20 kV. Sieć miasta zasilana jest ze stacji GPZ 110/20 kV zlokalizowanej przy ulicy Dusznickiej. W zachodniej części miasta, przy ul. Objazdowej zlokalizowany jest zakład energetyczny. Lokalnym operatorem elektroenergetycznym jest Tauron Dystrybucja S.A.

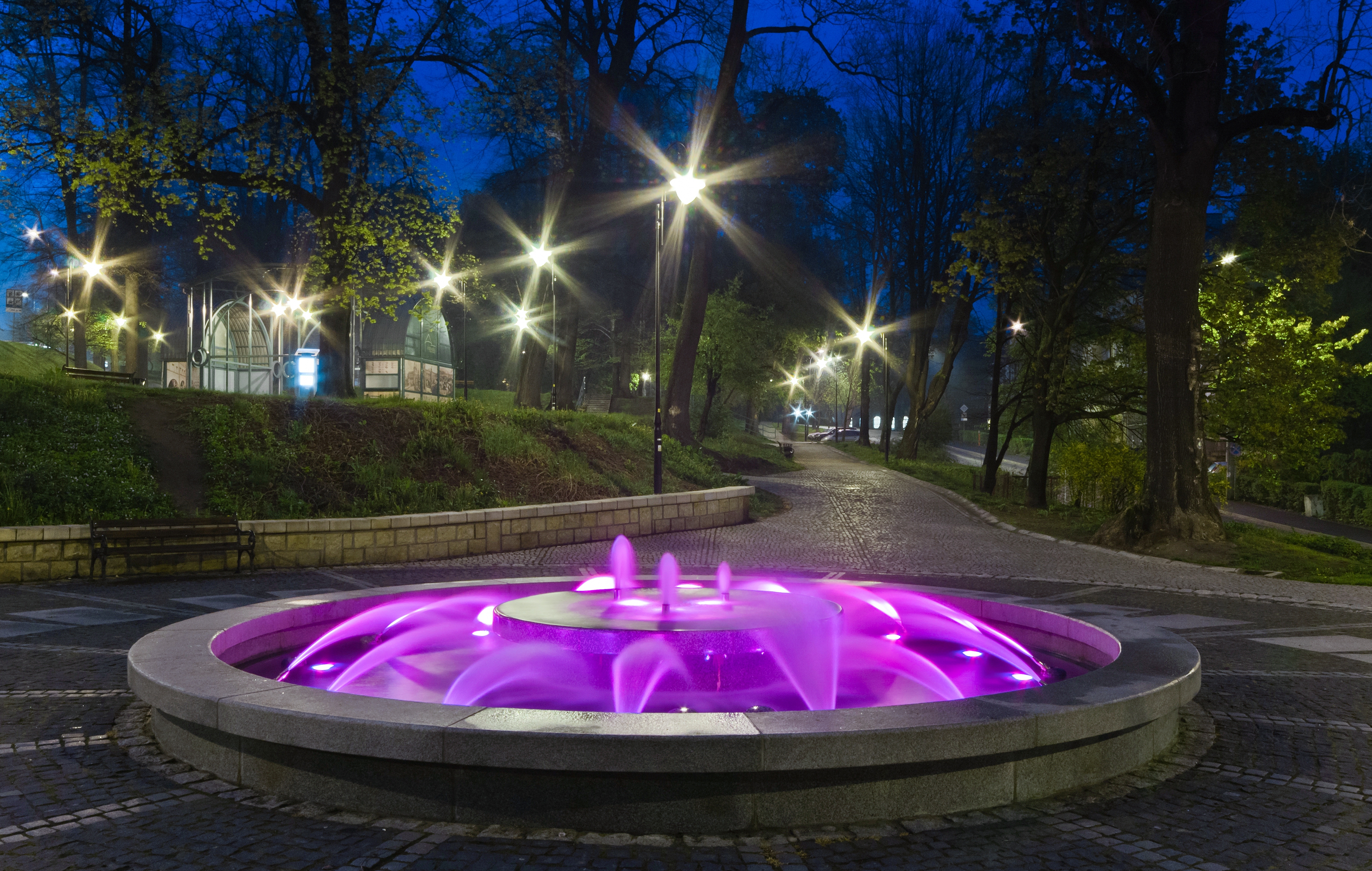
Fontanna przy pijalni wód mineralnych

Głównym źródłem zaopatrzenia Kłodzka w wodę jest ujęcie wody podziemnej zlokalizowane w południowej części miasta, przy ulicy Korczaka w rejonie tzw. obszaru wodonośnego na Książku. Ze względu na zróżnicowanie wysokości położenia miasta, zlokalizowano trzy zbiorniki wyrównawcze. Łączna wydajność ujęć komunalnych miasta wynosi 329 m³/h. W 2006 r. długość czynnej rozdzielczej sieci wodociągowej w mieście wynosiła 64,1 km.
Kłodzko prawie na całym obszarze zurbanizowanym posiada ogólną sieć kanalizacyjną, której długość wynosi 55 km. Na terenie miasta znajduje się biologiczna oczyszczalnia ścieków, zlokalizowana w dzielnicy Ustronie.
Przez teren miasta przebiegają gazociągi wysokiego ciśnienia. Poprzez stacje redukcyjne I° i II°, gaz ziemny rozprowadzany jest po obszarze Kłodzka. W północnej części Kłodzka znajduje się Zakład Gazowniczy. W 2006 r. liczba gospodarstw domowych odbierających gaz w mieście wynosiła 9596, zaś długość czynnej sieci wynosiła 83 km.
Gospodarka cieplna Kłodzka opiera się w większości na własnych, indywidualnych, lokalnych kotłowniach, czyli domowych piecach grzewczych opalanych głównie węglem kamiennym. Jedynie niewielka część budynków zasilana i ogrzewana jest z istniejącego Zakładu Energetyki Cieplnej, są to głównie nowe osiedla powstałe w drugiej połowie XX w.

### Ochrona środowiska
W północnej części miasta (okolice ul. Sierpowej) zlokalizowane jest składowisko odpadów komunalnych i przemysłowych o pojemności 740 tys. m³. Odpady komunalne z gospodarstw domowych w 2005 r. wyniosły 6013 ton. Rozpatrywane są propozycje budowy poza terenem miejskim nowego wysypiska odpadów wraz ze spalarnią w porozumieniu z sąsiednimi gminami powiatu kłodzkiego.

## Transport

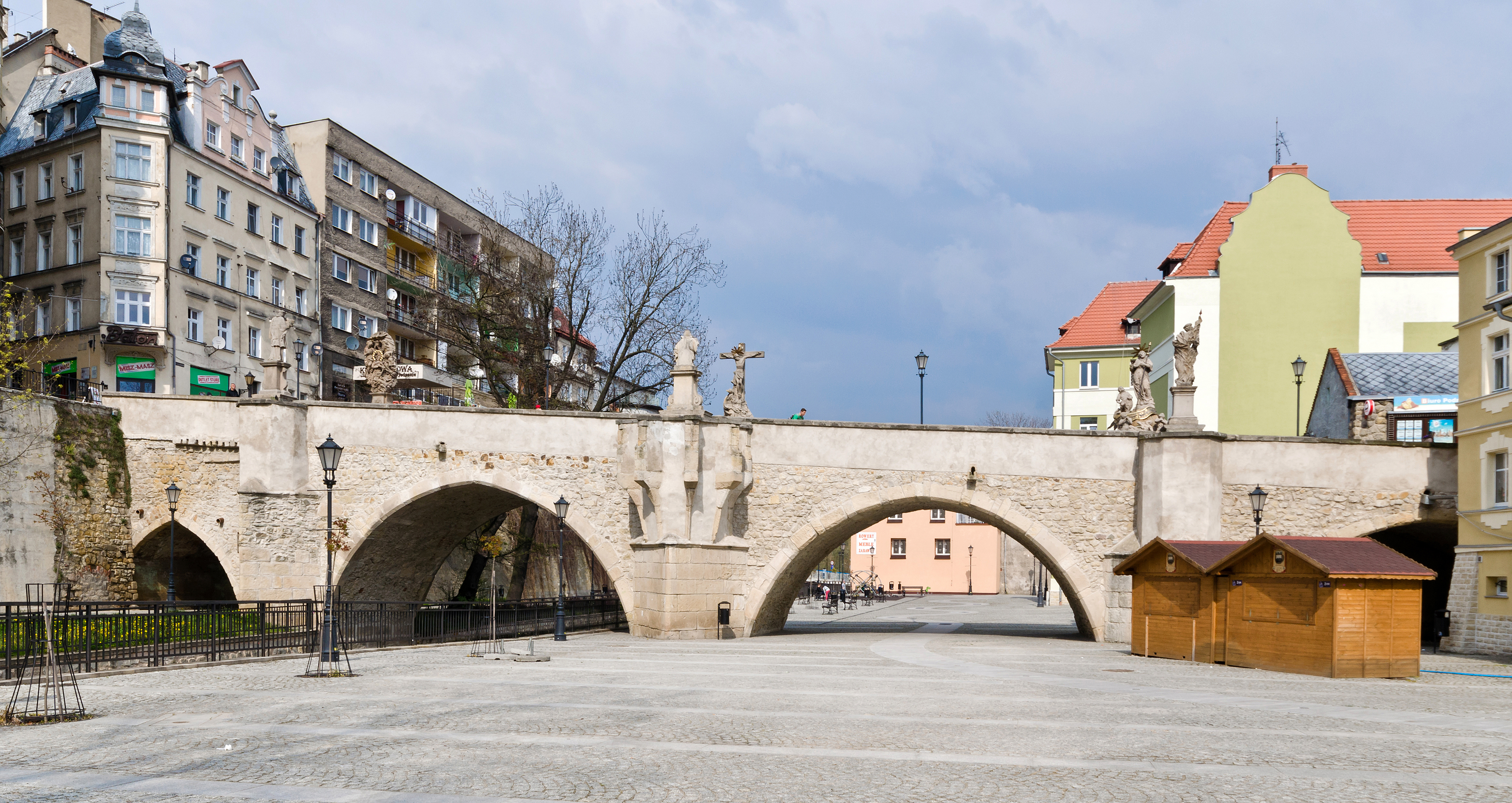
Most gotycki na Młynówce

### Transport drogowy
Kłodzko jest węzłem komunikacyjnym dla miejscowości leżących w powiecie kłodzkim. W mieście mają początek dwie drogi krajowe: 46 do Szczekocin i 33 do Boboszowa (granicy z Czechami). Ponadto przez miasto przebiega droga krajowa nr 8 (E67).
Pod koniec lat 80. XX w. trwały prace nad budową obwodnicy. Wykonano wtedy jej północną część – tzw. Estakadę Doliny Nysy Kłodzkiej, liczącą 700 m. W latach 2016–2018 zbudowano obwodnicę południowo-wschodnią. Prace obejmowały: na DK33 budowę odcinka o długości 6,6 km i remont 2,4 km, na DK46 budowę łącznika 2,5 km (ruch drogowy w kierunku Złotego Stoku, Lądka-Zdroju, Bystrzycy Kłodzkiej i Kudowy).

### Transport kolejowy
Kłodzko posiada dworzec kolejowy, stację oraz kilka przystanków kolejowych w granicach miasta. Są to stacje PKP Kłodzko Główne i Kłodzko Miasto, w sąsiedztwie tej drugiej znajduje się dworzec PKS, oba te dworce znajdują się na liczącej 130 kilometrów linii kolejowej Wrocław Główny–Międzylesie. 93,5 kilometrowy odcinek do Wrocławia uruchomiono 21 września 1874, a niespełna rok później otwarto 36,5 kilometrowy odcinek do Międzylesia. Całą linię zelektryfikowano w latach 1991–1994. Ponadto istnieje 51 kilometrowa linia kolejowa Kłodzko–Wałbrzych Główny. Tę jednotorową linię uruchomiono 15 października 1880. W latach 1912–1945 funkcjonowała w całości jako linia dwutorowa (po zakończeniu II wojny światowej rozebrano drugi tor na 6 kilometrowym odcinku: Jedlina-Zdrój–Wałbrzych Główny). 9 grudnia 2007 została zamknięta dla ruchu pasażerskiego i poddana częściowemu remontowi, kursowanie pociągów przywrócono 6 stycznia 2009.

### Transport lotniczy
Najbliżej znajdującym się lotniskiem jest port lotniczy Wrocław-Strachowice im. Mikołaja Kopernika, oddalony o ok. 90 km, z którym miasto ma dogodne połączenie poprzez drogę krajową nr 8 i autostradę A8, dzięki czemu podróż na lotnisko trwa nieco ponad godzinę. Kolejne lotniska to czeskie w Pradze-Ruzyně 220 km i Brnie-Tuřanach 190 km oraz Katowicach-Pyrzowicach 220 km.
W latach 1937–1945 na polach pomiędzy dzielnicą Kłodzka Kościelniki a Szalejowem Dolnym, należącymi w części do posiadłości Münchhausenów, funkcjonowało wojskowe lotnisko polowe Feldflugplatz Komturhof, skąd startowały samoloty rozpoznania lotniczego Luftwaffe. Szczególne znaczenie lotnisko zdobyło wtedy, gdy front osiągnął granicę Śląska (od 2. poł. stycznia 1945). W czasie oblężenia Wrocławia samoloty przywoziły ciężko rannych do szpitala w Kłodzku.

### Komunikacja miejska
Komunikację miejską i podmiejską obsługują PKS Kłodzko oraz prywatny przewoźnik A-Vista.

## Kultura
Kłodzko jest regionalnym ośrodkiem kultury, znanym z wielu cyklicznych imprez. Regionaliści działają w założonym w 1947 Towarzystwie Miłośników Ziemi Kłodzkiej.

### Instytucje
W mieście istnieje kilka instytucji, które są animatorami życia kulturalnego miasta:
- Muzeum Ziemi Kłodzkiej – powstało w 1963 r., jest to placówka muzealna i naukowa, obejmująca swoim zainteresowaniem teren ziemi kłodzkiej i jego wielonarodową spuściznę kulturową, a w szczególności geologię, geografię, historię, historię kultury materialnej i sztuki regionu.
- Kłodzki Ośrodek Kultury – instytucja kulturalna powstała w 1951 r., mieści się w nim m.in. galeria sztuki, kino, teatr, przekształcony w 2009 r. w Kłodzkie Centrum Kultury, Sportu i Rekreacji, w 2018 r. ponownie wydzielony. KOK zajmuje się edukacją artystyczną, organizowaniem imprez rozrywkowo-kulturalnych, jest aktywatorem działań artystycznych; prowadzi również sekcje i koła zainteresowań
- Powiatowa i Miejska Biblioteka Publiczna – założona w 1946 r.

### Imprezy
Obecnie do najważniejszych imprez plenerowych organizowanych w mieście należą:
- Dni Kłodzka – największa impreza organizowana pod koniec maja przez władze miasta od 1961 r.
- Dni Twierdzy Kłodzkiej – rekonstrukcja oblężenia twierdzy kłodzkiej przez wojska napoleońskie w 1807 r.; organizowane od 2006 r.
- Kłodzkie Wieczory Muzyki Organowej – odbywały się corocznie od 1987 r. Był to cykl koncertów odbywających się w kościołach: Wniebowzięcia NMP i Matki Bożej Różańcowej, które trwały od kwietnia do października i grupowały znakomitych wykonawców z kraju i zagranicy.
- Święto Ulicy Daszyńskiego – festyn organizowany przez władze miejskie, Zespół Szkół Społecznych, kłodzkich franciszkanów i Kłodzkie Towarzystwo Oświatowe na początku maja.
- Open Summer Festival – po raz pierwszy miał miejsce w 2007 r. Rozgrywa się na twierdzy kłodzkiej, na której mają miejsce liczne zawody, konkursy, prezentacje i koncerty.
- Kolacja na Biało – 15 sierpnia 2020 r., po raz pierwszy w Polsce, na placu pod mostem gotyckim i nad Młynówką odbyła się Kolacja na Biało, kontynuowana w następnych latach[105][106].

W latach 2009–2014 przyznawano „Asy Kłodzkie”, które stanowiły wyróżnienie dla osób i instytucji, które w znaczący sposób przyczynić się miały do rozwoju Kłodzka. Statuetka „Asa” przyznawana była na początku lutego każdego roku.

### Media lokalne
W mieście wydawanych było w różnych okresach sześć gazet o zasięgu lokalnym: „Euroregio Glacensis”, „Gazeta Prowincjonalna Ziemi Kłodzkiej”, „Panorama Ziemi Kłodzkiej”, „Wiadomości Kłodzkie”, „Głos Kłodzczan” i „Kurier Kłodzki”.
Sporo informacji na temat bieżących wydarzeń z Kłodzka można znaleźć również na stronach „Gazety Wrocławskiej”, gdzie przez wiele lat co piątek ukazywała się wkładka dotycząca powiatu kłodzkiego („Magazyn kłodzki”) i „Gazety Kłodzkiej”.
Lokalnym radiem jest Polskie Radio Wrocław, które ma studio w ratuszu. Natomiast z komina przy ulicy Wielisławskiej, na 92,4 MHz nadaje Polskie Radio Program 2, a z wieży w Boguszynie na 99,5 MHz RMF Maxxx Wałbrzych.
Na terenie miasta działa Telewizja Kłodzka, którą można odbierać również w innych miejscowościach ziemi kłodzkiej.
Od początku 2008 roku działalność w Kłodzku rozpoczęła Telewizja Sudecka. Stacja działająca już od 15 lat na terenie powiatu dzierżoniowskiego, poszerzyła działalność o niektóre miasta ziemi kłodzkiej (Kłodzko, Lądek, Polanica-Zdrój, Nowa Ruda). Swoje materiały nadaje w sieci kablowej Vectra oraz w Internecie.
Od 1 października 2010 roku działa portal internetowy Klodzko24.eu założony przez wydawcę „Gazety Kłodzkiej”.

## Oświata
Kłodzko stanowi lokalny ośrodek edukacyjny, w którym działają publiczne i prywatne placówki oświatowe. W mieście działa 6 szkół podstawowych i 3 szkoły średnie, które prowadzone są przez jednostki samorządowe różnego szczebla. Według danych na rok szkolny 2017/2018 w szkołach podstawowych uczyło się 2156 dzieci, wliczając w to klasy „0”. W wygaszanych gimnazjach naukę pobierało 371 uczniów. W szkołach średnich prowadzonych przez powiat kłodzki naukę pobierało 2156 uczniów.
Lista szkół publicznych znajdujących się w Kłodzku:

### Szkoły podstawowe
- Szkoła Podstawowa Nr 1 im. Adama Mickiewicza w Kłodzku, ul. Zawiszy Czarnego 3-5.
- Szkoła Podstawowa nr 2 im. Jana Pawła II, ul. Zamiejska 24.
- Szkoła Podstawowa nr 3 im. kpt. Stanisława Betleja, ul. Jana Pawła II 4.
- Szkoła Podstawowa nr 6 im. Unii Europejskiej, ul. Bohaterów Getta 22.
- Szkoła Podstawowa nr 7 im. Tadeusza Kościuszki, ul. Sienkiewicza 61.
- Szkoła Podstawowa im. Władysława Reymonta w Kłodzku, ul. Traugutta 1a.

### Szkoły ponadpodstawowe
- Liceum Ogólnokształcące im. Bolesława Chrobrego, ul. Wojska Polskiego 11.
- Kłodzka Szkoła Przedsiębiorczości, ul. Szkolna 8.
- Zespół Szkół Technicznych im. prof. Wacława Żenczykowskiego, ul. Bohaterów Getta 6.

### Szkoły specjalne
- Zespół Szkół Specjalnych, ul. Wyspiańskiego 2.
- Branżowa Szkoła I Stopnia Specjalna nr 3, ul. Warty 70.

### Uczelnie
Od lat 60. XX wieku w Kłodzku swoją działalność prowadziły filie i ośrodki zamiejscowe wrocławskich uczelni państwowych, w tym jako pierwsza Politechnika Wrocławska (w latach 1967–1982, 1994). Swoje oddziały w pierwszych dwóch dekadach XXI wieku posiadały także uczelnie niepubliczne, m.in. Wydział Zamiejscowy Dolnośląskiej Szkoły Wyższej (2010–2018). Na chwilę obecną w Kłodzku kształci się kilkuset studentów na następujących uczelniach:
- Wyższa Szkoła Zarządzania „Edukacja” we Wrocławiu – filia w Kłodzku, ul. Wyspiańskiego 2F.
- Wyższa Szkoła Medyczna w Kłodzku, ul. Warty 21.

## Bezpieczeństwo

### Policja i straż miejska
Na terenie Kłodzka ma siedzibę Komenda Powiatowa Policji, przy pl. Chopina. Służbę w terenie pełni ośmiu dzielnicowych. W mieście działa także straż miejska, powołana w 1990 r., która razem z policją dba o porządek publiczny. Jej siedziba znajduje się w kłodzkim ratuszu. Formacja liczy 12 strażników.
W Kłodzku znajduje się jeden z ośmiu zakładów karnych na Dolnym Śląsku, w którym przebywa 665 skazanych, osadzonych w czterech oddziałach: aresztu śledczego, terapeutycznego dla skazanych z niepsychotycznymi zaburzeniami psychicznymi lub upośledzonych umysłowo, terapeutycznego dla tymczasowo aresztowanych i skazanych uzależnionych od środków odurzających lub psychotropowych oraz półotwartego.

### Straż pożarna
W Kłodzku mieści się Komenda Powiatowa Państwowej Straży Pożarnej z jednostką ratowniczo-gaśniczą. Remiza mieści się przy ul. Traugutta.

### Ochrona zdrowia
W 1989 r. ochroną zdrowia zajmowały się 4 ośrodki zdrowia i 5 przychodni. Na terenie miasta działały dwa szpitale: Szpital Miejski przy ul. Niskiej oraz Szpital Rejonowy, w których łączna liczba łóżek wynosiła 635. Działało tam 81 lekarzy, 20 dentystów i 12 farmaceutów, którzy pracowali w sześciu aptekach.
W 1999 r. rozpoczęto proces reorganizacji służby zdrowia przekształcając Szpital Rejonowy w Zespół Opieki Zdrowotnej w Kłodzku, któremu podporządkowano inne szpitale powiatu. Zlikwidowano Szpital Miejski. Zwiększyła się liczba przychodni, w tym prywatnych oraz aptek (do 17). Mimo to nadal trwają prace nad restrukturyzacją służby zdrowia, wobec jej rosnącego zadłużenia.

### Jednostki wojskowe
Kłodzko ze względu na strategiczne położenie ma długą tradycję wojskową. Po zakończeniu II wojny światowej w mieście stacjonowały dwie jednostki wojskowe: Sudecka Brygada Wojsk Ochrony Pogranicza oraz 27 Pułk Zmechanizowany. W 1992 r. zostały one zastąpione przez 2 Kłodzki batalion piechoty górskiej. W 2000 r. powstaje 22 Brygada Piechoty Górskiej Obrony Terytorialnej, przekształconą następnie w 2008 r. w 22 Batalion Piechoty Górskiej. Jej koszary zajmują tereny we wschodniej części Kłodzka.

### Straż Graniczna
Na mocy ustawy z 12 października 1990 r. Sudecka Brygada WOP została przekształcona w Sudecki Oddział Straży Granicznej. Po 22 latach funkcjonowania na podstawie rozporządzenia z 6 marca 2013 r. SOSG został zlikwidowany, a jego terytorialny zasięg działania przejął Nadodrzański Oddział Straży Granicznej.
Na terenie Kłodzka funkcjonuje Placówka Straży Granicznej.

## Polityka i administracja

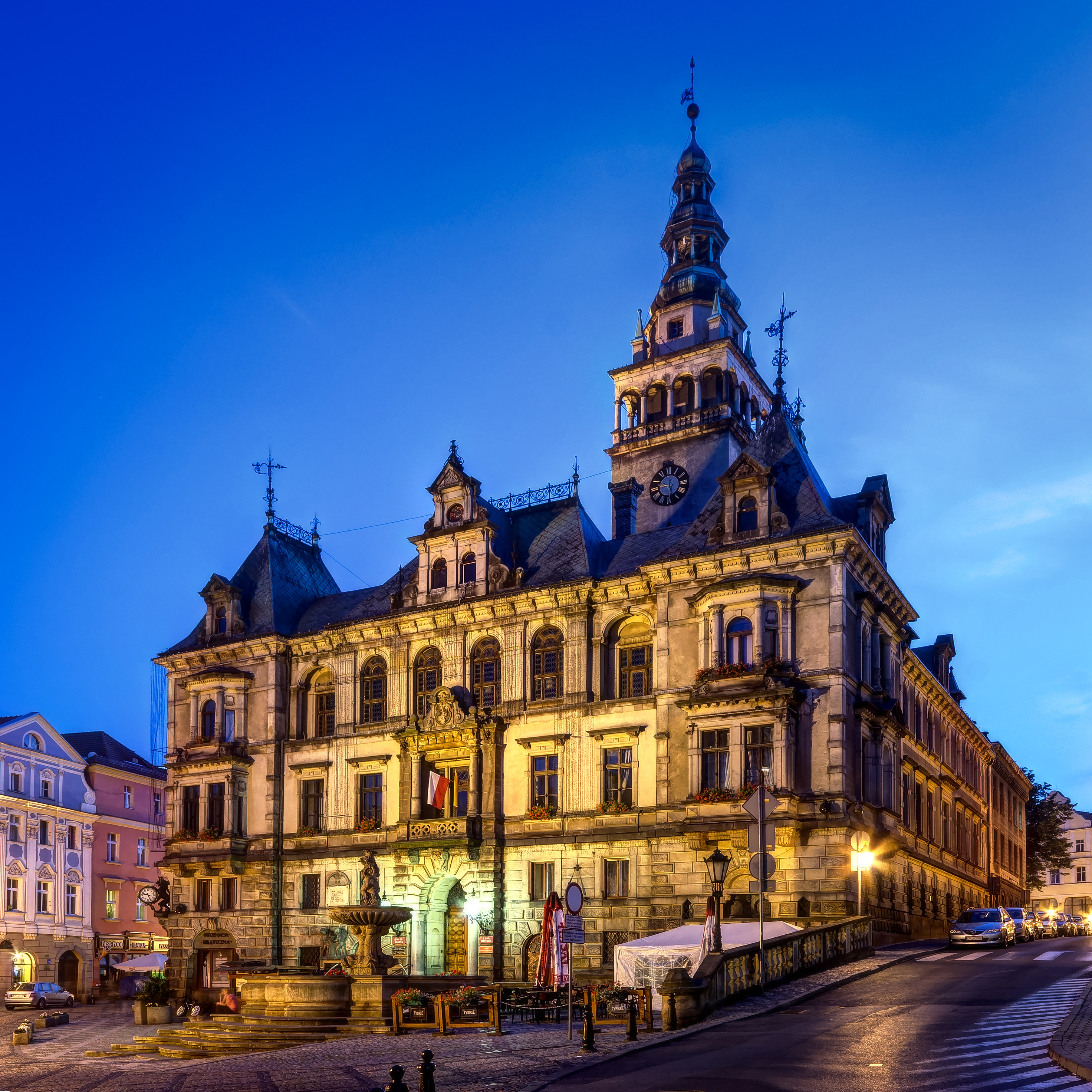
Ratusz, siedziba władz miejskich

### Osiedla

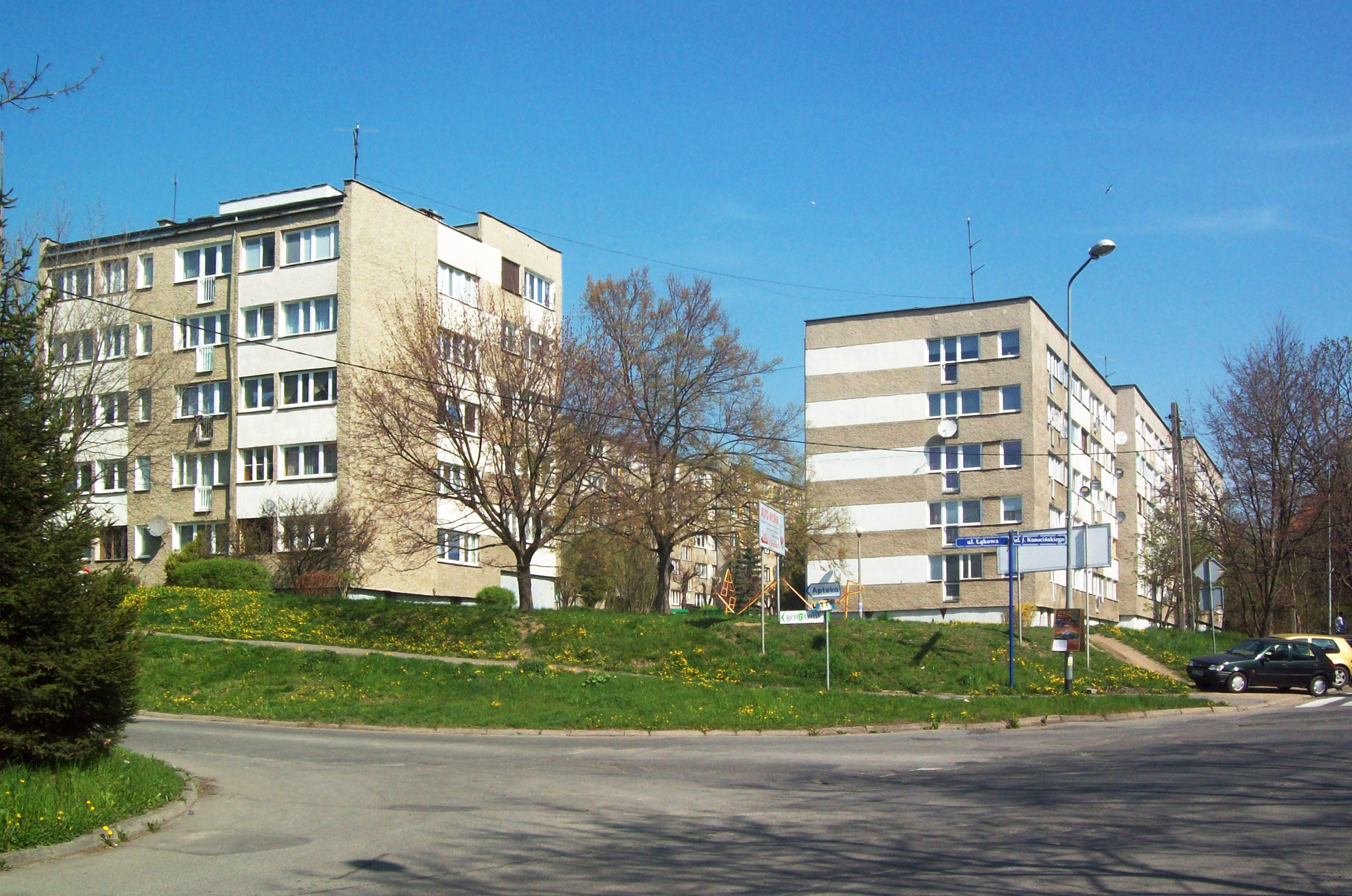
Osiedle im. Dąbrówki, dawniej XXX-lecia PRL, wybudowane w latach 70. XX w.

W Kłodzku nie ma pomocniczych jednostek podziału administracyjnego miasta, jednak zwyczajowo miasto od czasów średniowiecza dzieliło się na osiedla, których liczba wzrosła dzięki budowie nowych osiedli mieszkaniowych :
- Stare Miasto
- Przedmieście Piasek
- Osiedle Nysa
- Przedmieście Ząbkowickie
- Przedmieście za Zieloną Bramą
- Osiedle im. Gustawa Morcinka
- Osiedle im. Dąbrówki
- Osiedle im. Leona Kruczkowskiego
- Książek
- Kościelniki
- Zagórze
- Leszczyny
- Ustronie
- Osiedle Nowy Świat
- Osiedle im. św. Wojciecha
- Osiedle Owcza Góra
- Osiedle im. Henryka Sienkiewicza
- Przedmieście Wojciechowickie
- Jurandów
- Osiedle im. Warszawy-Centrum
- Przedmieście Nyskie
- Osiedle Krzyżna Góra

### Władze miasta

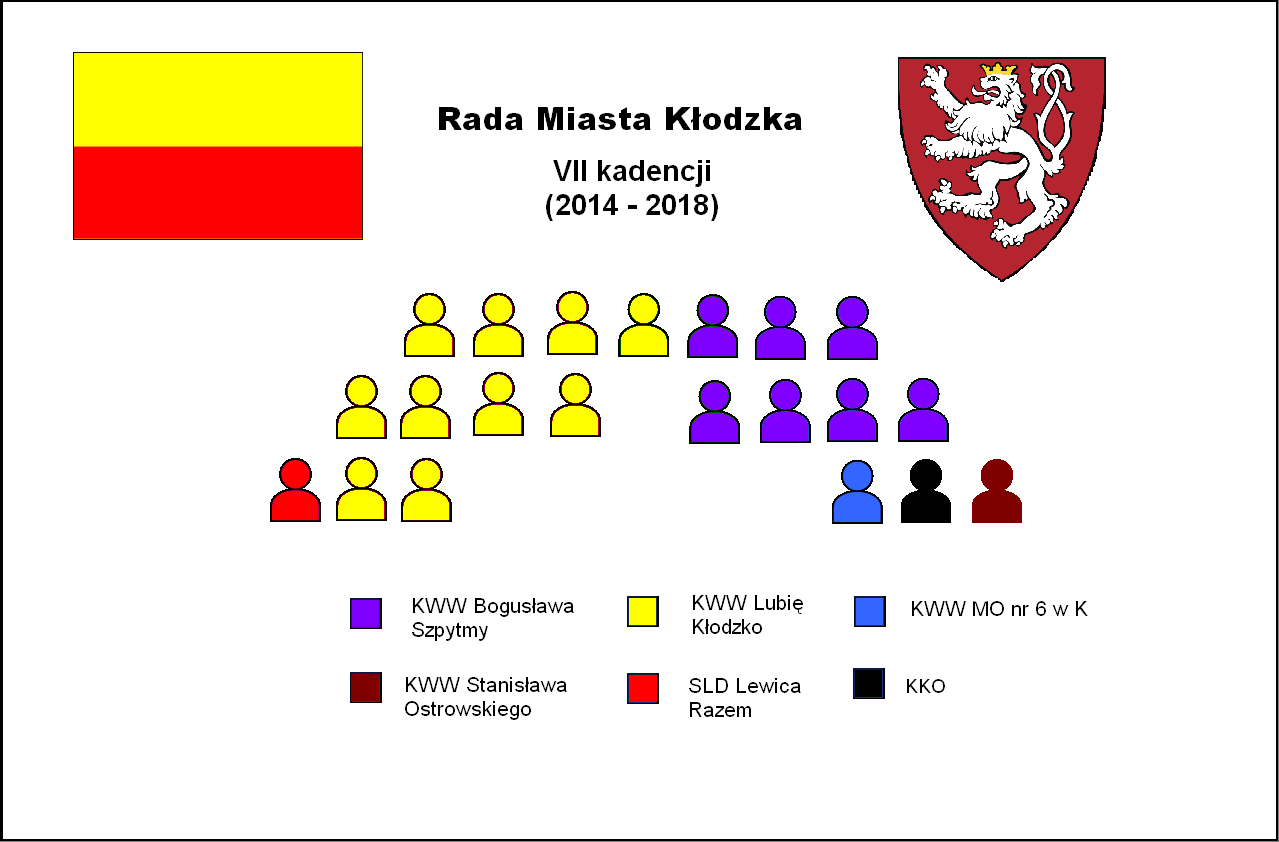
Rada Miasta Kłodzka VII kadencji (2014–2018)

Kłodzko ma status gminy miejskiej. Mieszkańcy Kłodzka wybierają do rady miasta 21 radnych w wyborach co 4 lata, w trzech okręgach wyborczych. Organem wykonawczym władz jest burmistrz. Siedzibą władz miasta jest ratusz, znajdujący się przy pl. Bolesława Chrobrego.
Burmistrzowie Kłodzka (od 1990):
- 1990–1991 Wojciech Matuszewski
- 1991–1994 Ryszard Wójcik
- 1994–1995 Stefan Cygnarowicz
- 1995–1998 Małgorzata Kwiatkowska
- 1998–1999 Dorota Kawińska-Domurad
- 1999–2002 Zbigniew Biernacki
- 2002–2006 Roman Lipski
- 2006–2014 Bogusław Szpytma
- od 2014 Michał Piszko

Mieszkańcy Kłodzka wybierają parlamentarzystów do Sejmu z okręgu wyborczego Wałbrzych, a do Senatu z okręgu wyborczego nr 5, zaś posłów do Parlamentu Europejskiego z dolnośląsko-opolskiego okręgu wyborczego z siedzibą we Wrocławiu. W mieście znajdują się: biuro poselskie Moniki Wielichowskiej z PO i biuro senatorskie Aleksandra Szweda (PIS).
Miasto jest siedzibą powiatu kłodzkiego. W Kłodzku znajduje się także siedziba gminy wiejskiej Kłodzko. Siedziby mają także sąd rejonowy i prokuratura rejonowa.

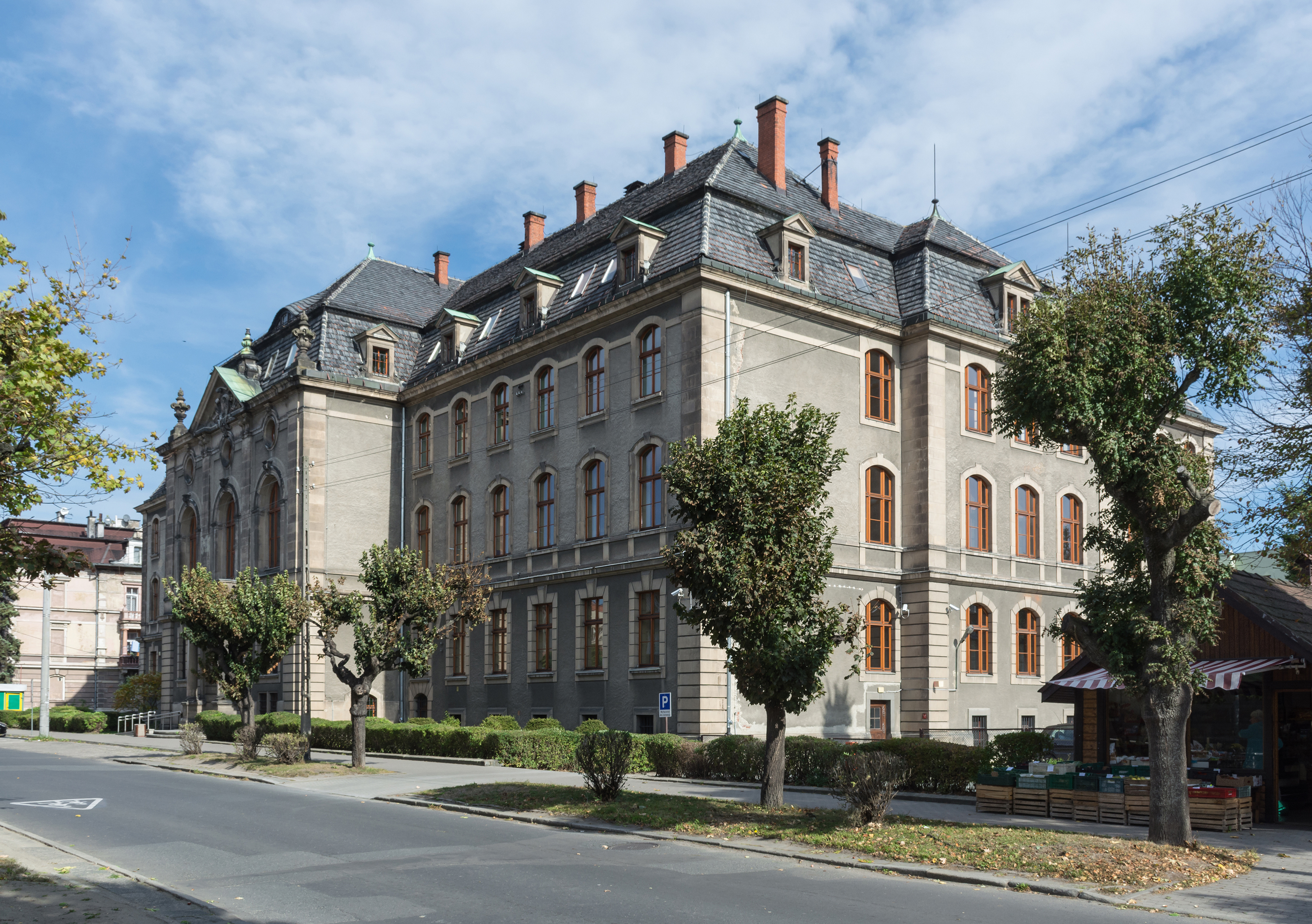
Gmach sądu rejonowego w Kłodzku

### Miasta partnerskie
| Miasto              | Kraj    | Data podpisania umowy |
| ------------------- | ------- | --------------------- |
| Carvin              | Francja | 10 maja 1980          |
| Náchod              | Czechy  | 1995                  |
| Bensheim            | Niemcy  | 31 sierpnia 1996      |
| Fléron              | Belgia  | 22 maja 1997          |
| Rychnov nad Kněžnou | Czechy  | 6 grudnia 2008        |
| Rădăuți             | Rumunia | 12 sierpnia 2017      |
| Limanowa            | Polska  | 23 lipca 2018         |

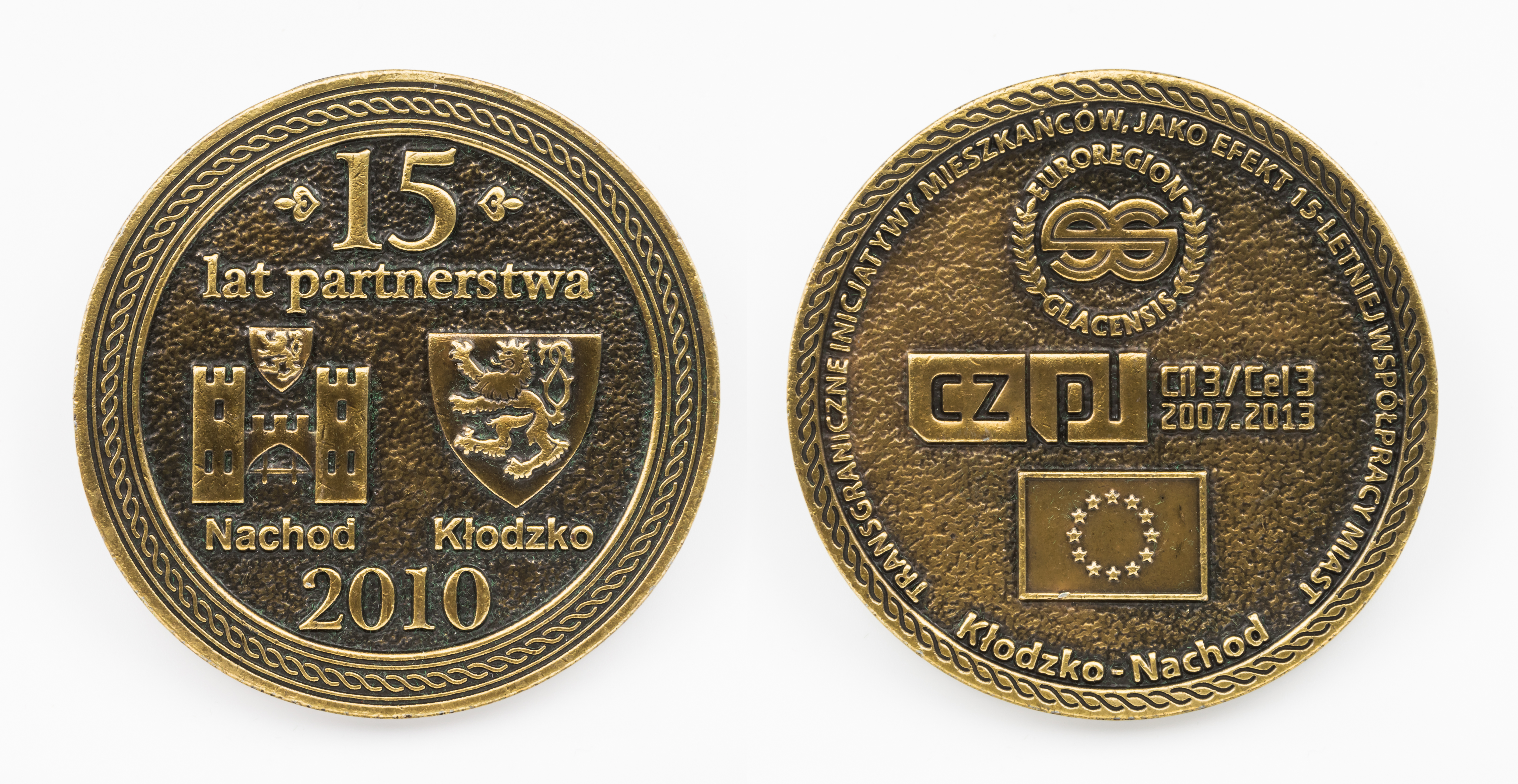
Medal upamiętniający 15 lat partnerstwa Náchod – Kłodzko

Kłodzko jest członkiem Związku Miast Polskich.

## Wspólnoty wyznaniowe
Na terenie miasta działalność religijną prowadzą następujące Kościoły i związki wyznaniowe:
- Kościół rzymskokatolicki (dekanat Kłodzko):
  - parafia Podwyższenia Krzyża Świętego – siedziba dekanatu Kłodzko, siedziba parafii: nowo wybudowany kościół przy ul. kard. Stefana Wyszyńskiego 1[140]
  - parafia Wniebowzięcia NMP – siedziba parafii: kościół księży jezuitów, pl. Kościelny 9[141]
  - parafia Matki Bożej Różańcowej – siedziba parafii: kościół franciszkanów, pl. Franciszkański 1[142]
  - parafia Niepokalanego Poczęcia NMP – siedziba parafii: kościół „przy szpitalu”, ul. Szpitalna 1[143]
  - parafia św. Jana Pawła II – siedziba parafii: administrowana jest przez proboszcza parafii św. Michała Archanioła w Wojciechowicach (Wojciechowice 108), nabożeństwa odbywają się w kościele w Kłodzku-Owczej Górze[144][145]
- Chrześcijańska Wspólnota Zielonoświątkowa:
  - zbór w Kłodzku, ul. Rodzinna 73-75[146]
- Kościół Chrześcijan Baptystów
  - zbór w Kłodzku, ul. Tetmajera 22[147]
- Kościół Ewangelicko-Augsburski:
  - Parafia Ewangelicko-Augsburska w Kłodzku, ul. Kolejowa 2[148]
- Kościół Adwentystów Dnia Siódmego:
  - grupa w Kłodzku[149]
- Kościół Zielonoświątkowy:
  - Chrześcijańskie Centrum „Arka” – zbór w Kłodzku, ul. Wandy 1[150]
- Świadkowie Jehowy:
  - zbór Kłodzko-Wschód (w tym grupa języka migowego)[151]
  - zbór Kłodzko-Zachód (Sala królestwa ul. Żeromskiego 22A)[151][152]

## Sport i rekreacja
Kłodzko posiada skromną bazę sportową, położoną przy ulicach: Kusocińskiego i Sportowej. W skład kompleksu obiektów sportowych, zajmujących łącznie powierzchnię ponad 10 ha, którymi zarządza Kłodzkie Centrum Kultury, Sportu i Rekreacji wchodzą:
- boisko do piłki nożnej z nawierzchnią trawiastą,
- boisko do piłki nożnej z nawierzchnią sztuczną (z możliwością gry w hokeja),
- 5 kortów tenisowych (na dwóch kortach działalność klubową prowadzi Kłodzkie Towarzystwo Tenisowe) z nawierzchnią naturalną z zapleczem i kawiarenką,
- 3 korty tenisowe z nawierzchnią sztuczną,
- 3 boiska do piłki plażowej,
- 2 boiska asfaltowe do gry w siatkówkę
- 2 boiska asfaltowe do gry w koszykówkę, place zabaw dla dzieci i młodzieży,
- tor wyścigowy dla modeli samochodowych, plac do jazdy na łyżwo-rolkach z 10-metrową rampą,
- basen otwarty 25 m z brodzikiem,
- studio odnowy fizycznej,
- przystań kajakowa,
- padok dla koni.

Ponadto w mieście znajdują się 4 hale sportowe. Do najbardziej wiodących dyscyplin sportowych w mieście zaliczana jest piłka nożna, piłka ręczna, koszykówka i sporty motorowe. W mieście działa aktualnie jeden klub sportowy: MKS Nysa Kłodzko, który posiada m.in. sekcje piłki nożnej (Klasa A; Wałbrzych gr. III) i koszykówki (II liga). Drużyna rozgrywa mecze na stadionie miejskim. Z kolei koszykarze (ASK Doral Nysa Kłodzko) grają w położonej w sąsiedztwie hali sportowej. Klub powstał w 1945 r.
Do chętnie odwiedzanych przez mieszkańców miejsc rekreacji zaliczyć można jeszcze parki, otaczające Starówkę. Na południowo-zachodnim skraju twierdzy znajduje się czynny w okresie zimowym tor saneczkowy.
Przez Kłodzko przebiega 5 szlaków rowerowych:
- czerwony szlak rowerowy, wiodący z Kłodzka do Bystrzycy Kłodzkiej przez Krosnowice, Gorzanów.
- niebieski szlak rowerowy, prowadzi z Kłodzka przez Wojciechowice, Góry Bardzkie do Kamieńca Ząbkowickiego.
- zielony szlak rowerowy, trasa: Kłodzko – Ławica – Wojbórz – Wilcza.
- żółty szlak rowerowy wiedzie na Kłodzką Górę.
- czarny szlak rowerowy, trasa: Kłodzko – Zagórze – Stary Wielisław – Starkówek.

## Turystyka

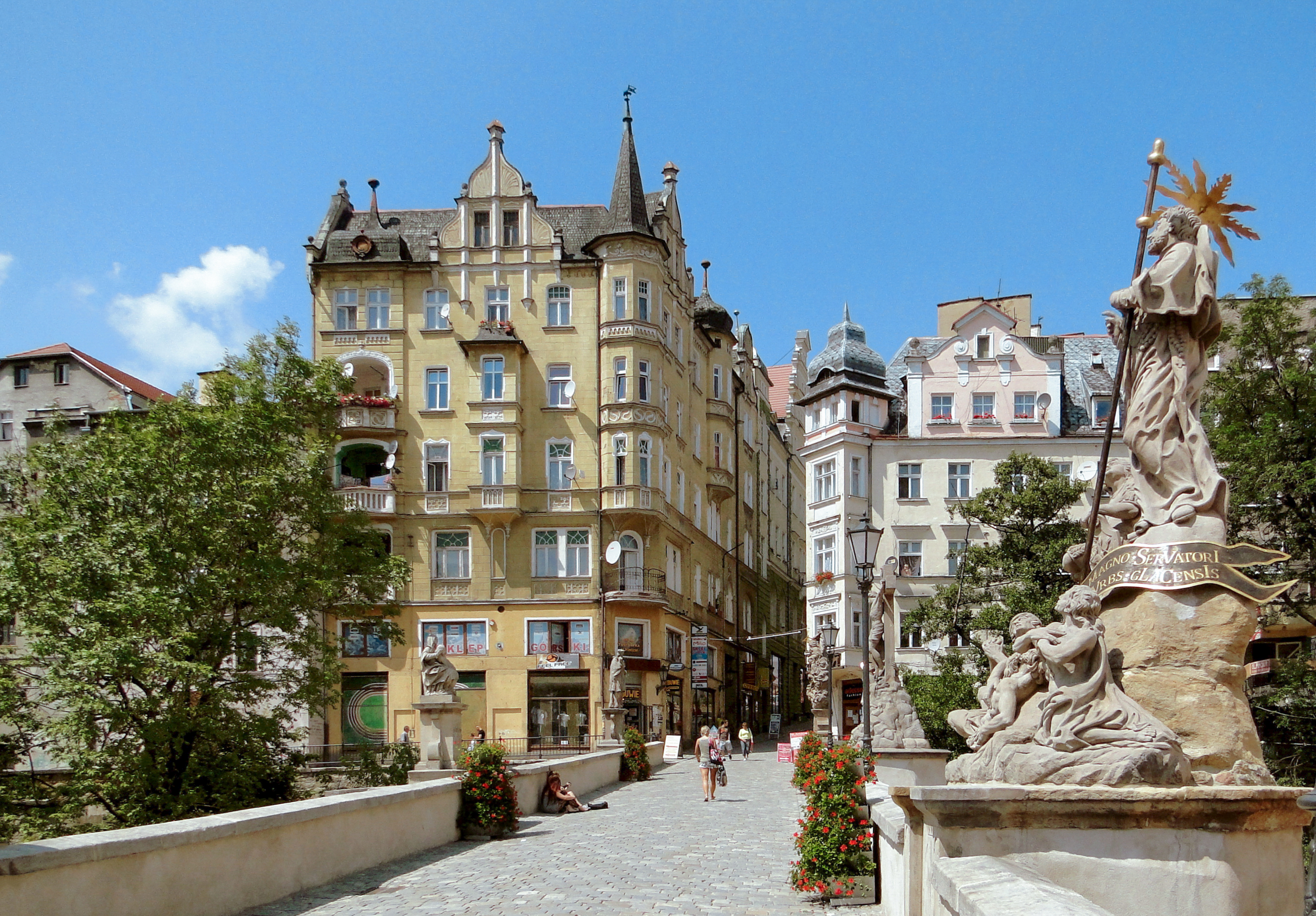
Starówka w Kłodzku (historyczny układ urbanistyczny) – ośrodek historyczny miasta Kłodzko z zachowanymi (niekompletnie) miejskimi murami obronnymi wraz ze średniowiecznym mostem gotyckim i wyspą Piasek

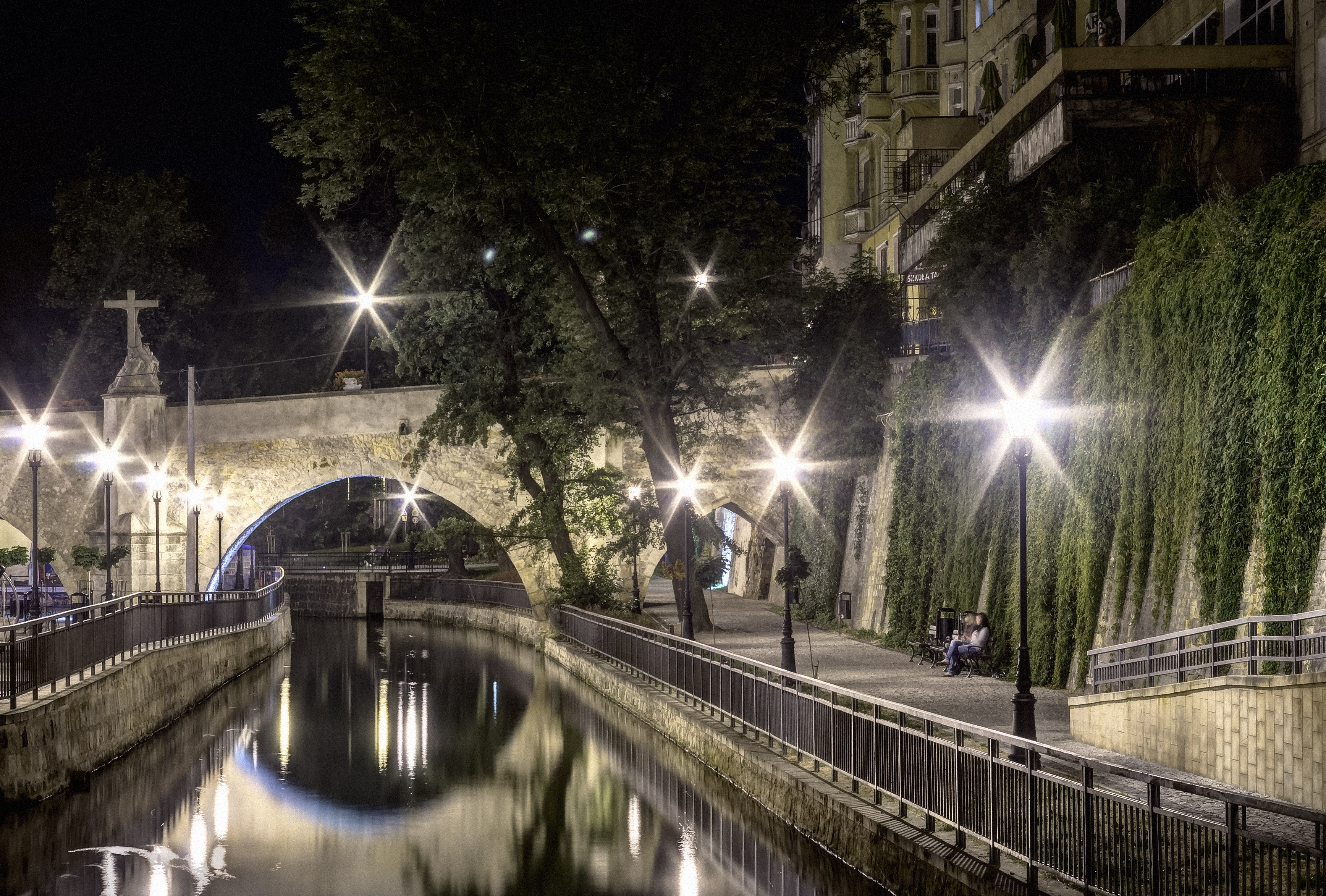
Ul. Wita Stwosza i most gotycki na Młynówce (XIV w.)

Kłodzko jako największe miasto ziemi kłodzkiej i jej historyczna stolica jest jednym z najchętniej odwiedzanych miejsc w kraju. Do największych atrakcji turystycznych zaliczyć można twierdzę kłodzką, most gotycki na Młynówce oraz zespół budowli w centrum.

Kłodzko stanowi dobrą bazę wypadową w głąb ziemi kłodzkiej (niekiedy mylnie ograniczanej do Kotliny Kłodzkiej). W mieście, w pobliżu stacji kolejowej Kłodzko Miasto, zaczyna się żółty szlak turystyczny, biegnący w kierunku Kłodzkiej Góry. 

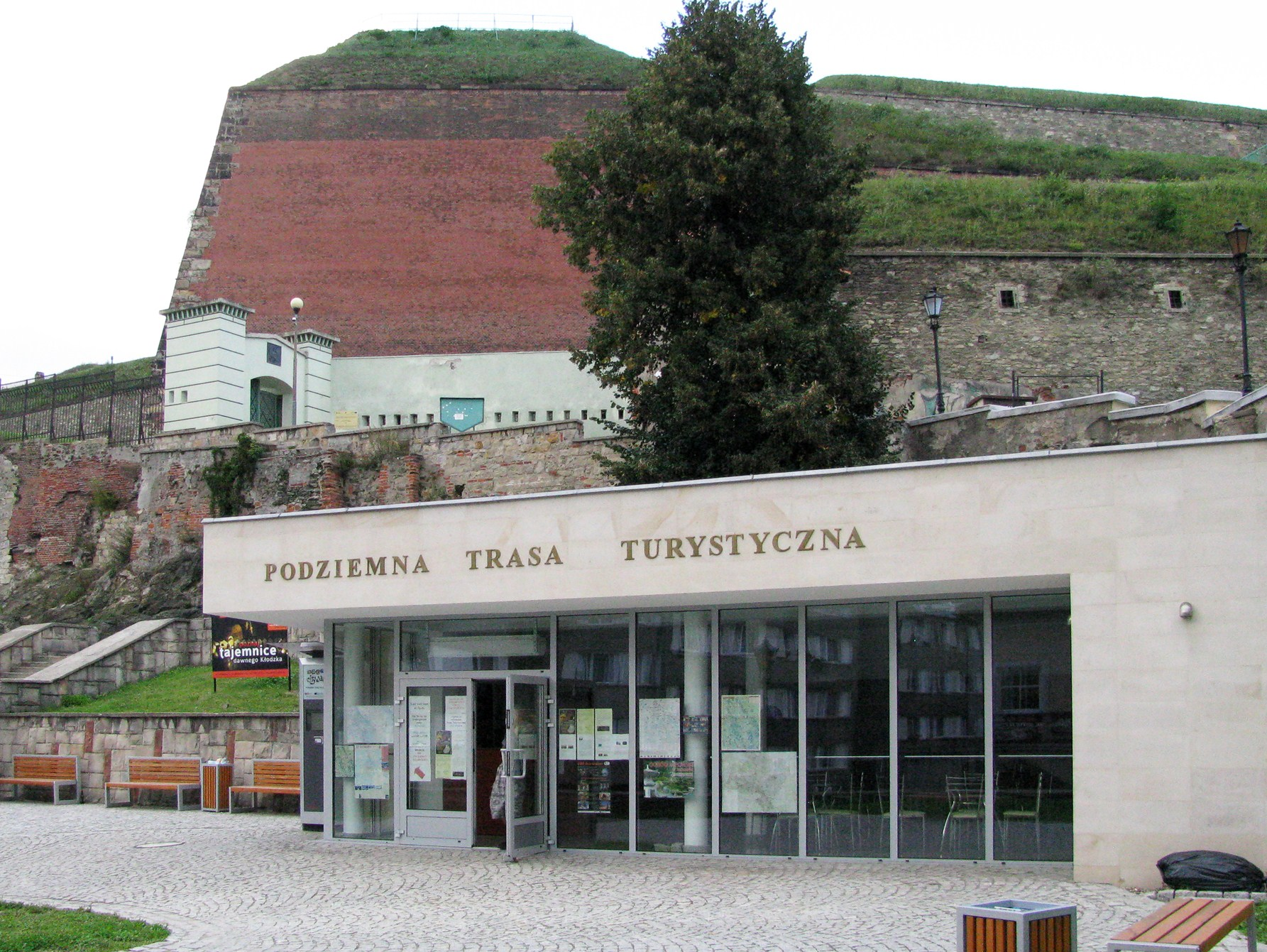
Wejście do Podziemnej Trasy Turystycznej Tysiąclecia Państwa Polskiego

W mieście znajdują się dwie podziemne trasy turystyczne:
- Podziemna Trasa Turystyczna Tysiąclecia Państwa Polskiego – otwarta w 1976 r. Liczy 600 m długości i prowadzi od bocznego wejścia do Gimnazjum nr 1 przy ul. Zawiszy Czarnego przez odremontowane i zabezpieczone piwnice, pod domami przy ul. Spadzistej, Kościelnej, Armii Krajowej, Tumskiej i Czeskiej do wyjścia u stóp twierdzy[154].
- Podziemna Trasa Turystyczna w Twierdzy Kłodzkiej – wiedzie po południowo-wschodniej części twierdzy, częściowo nad ziemią. Udostępniona na początku lat 70. XX wieku[158]